# 制服 (ナチス突撃隊)

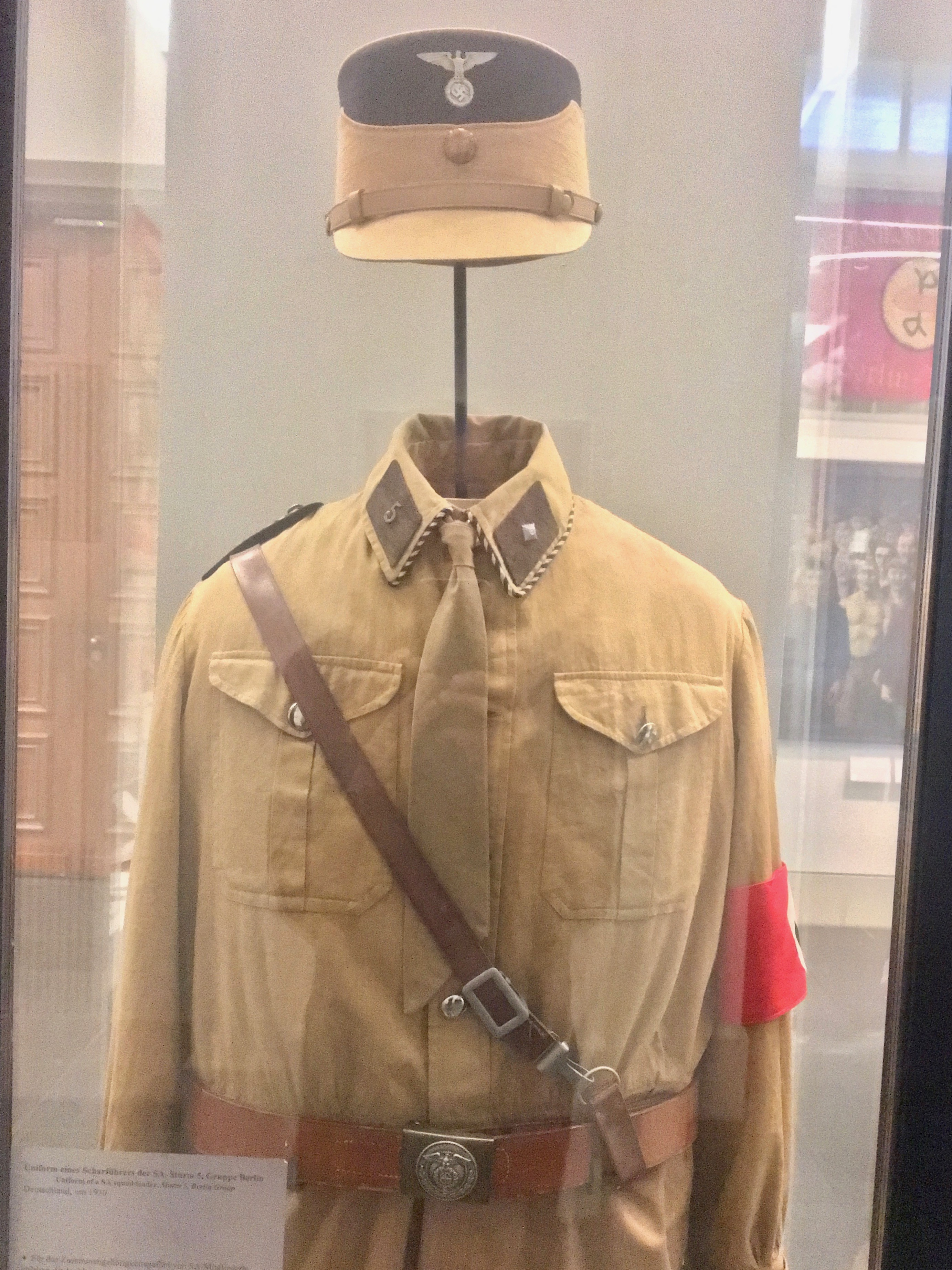

本稿では国家社会主義ドイツ労働者党（以下、ナチ党）の組織である突撃隊（略：SA）の制服について記述する。

## 概要
突撃隊（SA）の制服は、ナチ党発足後まもない1921年からナチ政権崩壊の1945年まで使用されていた。党の準軍事的組織であるSAの制服は、軍服を模しており、階級章など徽章を用い、褐色を基調としていた。

## 初期の制服

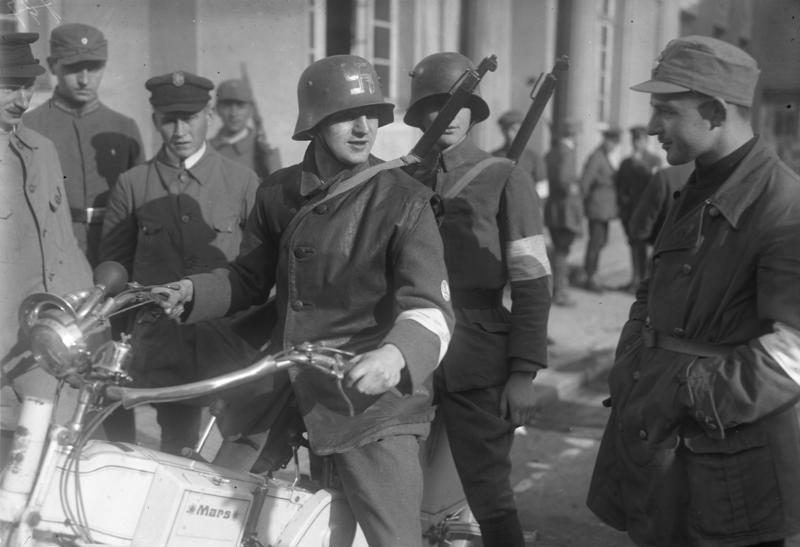
1923年頃の突撃隊員

突撃隊の代名詞とも言える褐色のシャツ型制服は、1920年頃から徐々にナチ党内に登場していた。当時、ナチ党指導者アドルフ・ヒトラーは、イタリアファシスト党の準軍組織である黒シャツ隊に倣い、党の警護部隊を創設した。1920年代の警護部隊は通常、党の会合や集会で制服を着用しており、これらの中で最も一般的なものは第一次世界大戦時の軍服であった。また、ドイツ義勇軍の制服なども用いられた。当時の隊員の制服はハーケンクロイツの腕章を除いて、服装はバラバラであった。
1921年、ヒトラーは警護部隊を「スポーツ隊」として再編し、後の突撃隊を結成した。この頃も、隊員のハーケンクロイツの腕章を除いて、統一された制服や記章は存在しなかったが、突撃隊において最初の階級制度が生まれたのはこの時点とされ、以下の4等級に分けられた。
- 突撃隊高級指導者（Oberster SA-Führer）
- 突撃隊上級指導者（SA-Oberführer）
- 突撃隊指導者（SA-Führer）
- 突撃隊員（SA-Mann）

1923年、ミュンヘン一揆の失敗後、突撃隊は解散した。

## 褐色シャツ型の制服

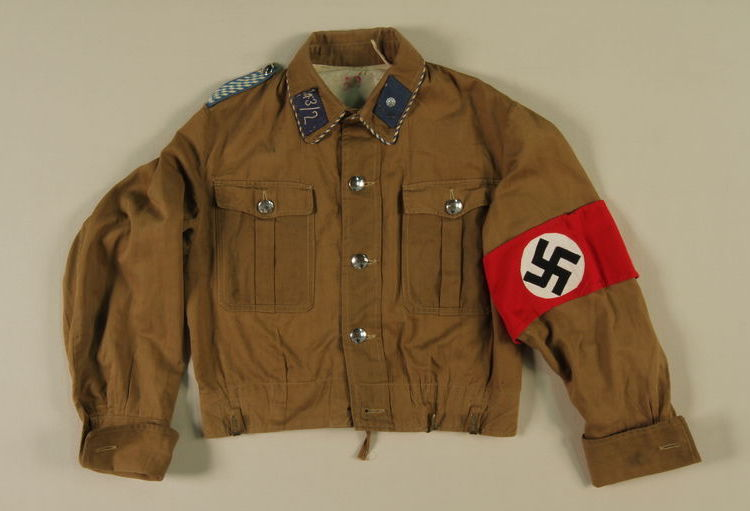
突撃隊の褐色シャツ

ヒトラーの投獄後、ナチ党は禁止され、突撃隊の残党はゲルハルト・ロスバッハなどの他組織の義勇軍指導者達によって匿われ、偽装組織としてフロントバンが結成された。
1921年以来、ロスバッハはオーストリア軍の植民地軍用の熱帯地用シャツを購入しており、以来、自身の義勇軍の制服として用いていた。1924年頃には、余剰となったこの褐色シャツを他の組織へ分配しており、その後、突撃隊にも渡り制服として採用された。
1925年、ヒトラーが刑務所から釈放された後、ナチ党は再結党され、同時に突撃隊も再建された。新設された突撃隊は、初めて正式な統一された組織の規定を受け取り、階級章の使用も採用された。
褐色シャツと乗馬ズボンの制服に加えて、隊員はケピ帽と腕章、褐色のショルダーベルトと腰ベルトとブーツを用いた。腰ベルトは下級隊員はハーケンクロイツを掴む鷲があしらわれたバックルを用い、指導者はオープン・フレーム型のバックル付きベルトを用いていた。当初、突撃隊は1923年以前の階級称号を用いていたが、1926年に隊員が増加したため、新たに連隊規模の編成と階級が追加された。

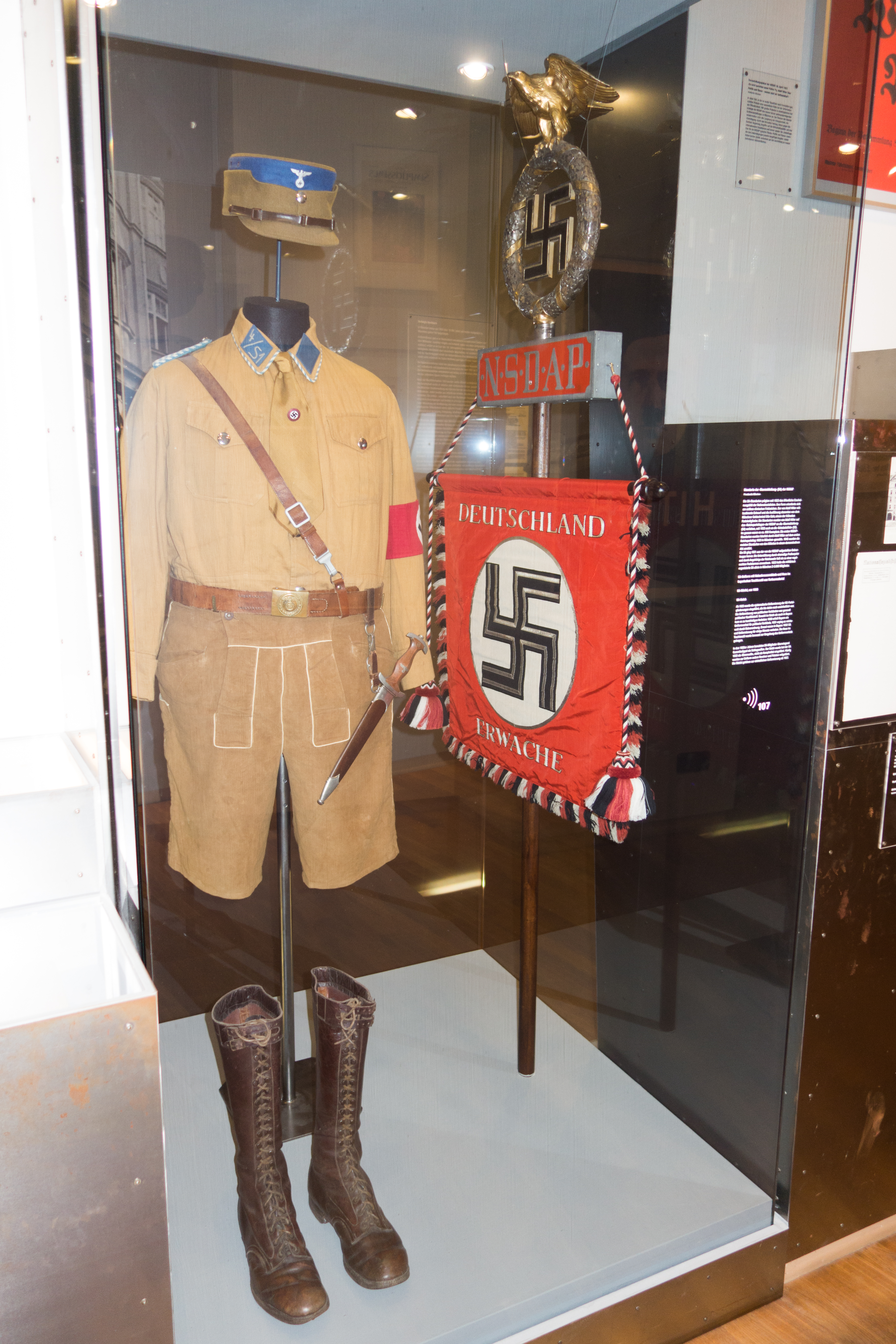
バイエルン地方の突撃隊の褐色シャツ型制服。ズボンが民族衣装のレーダーホーゼンを模している。
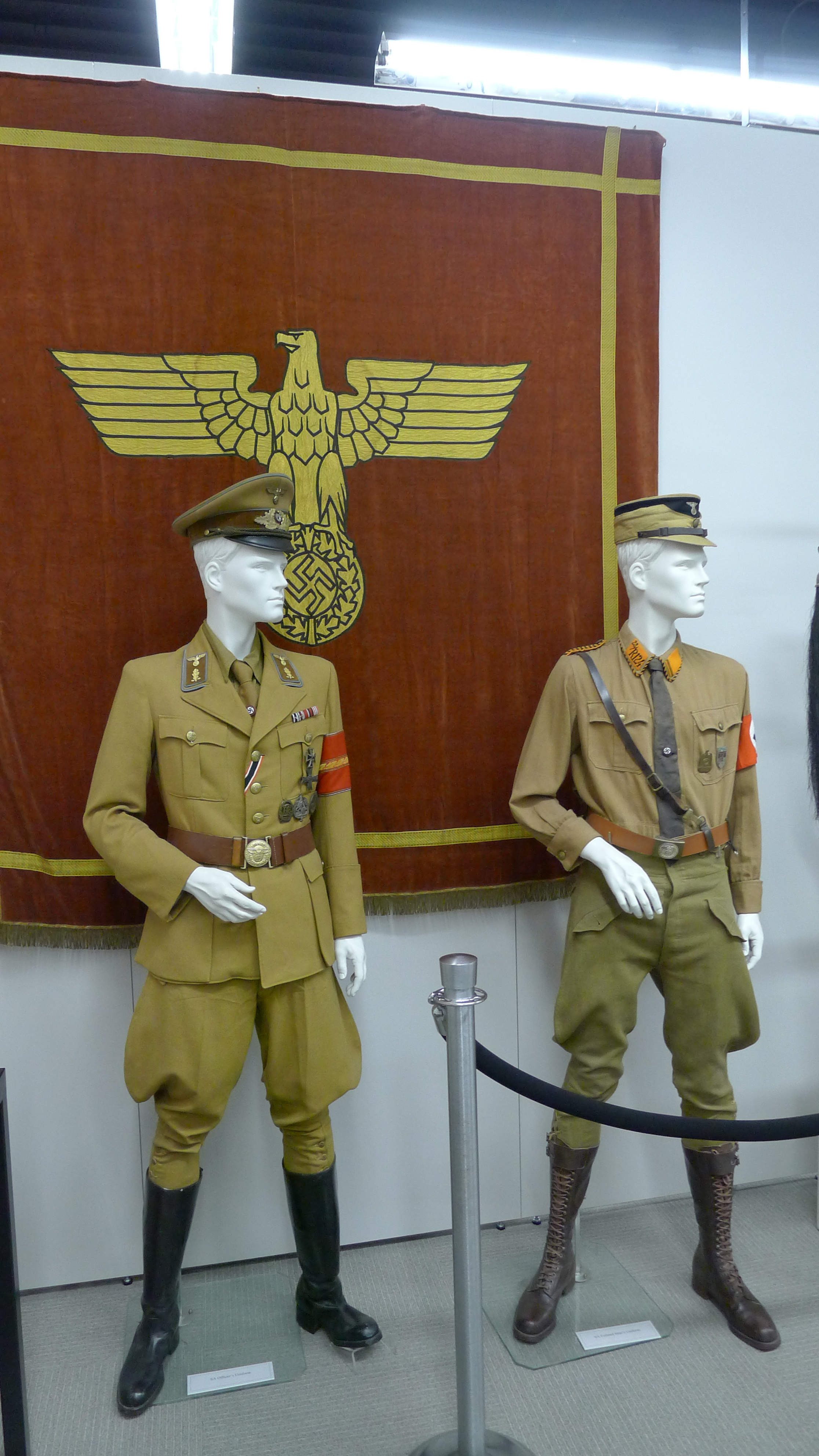
褐色シャツ型制服（右）
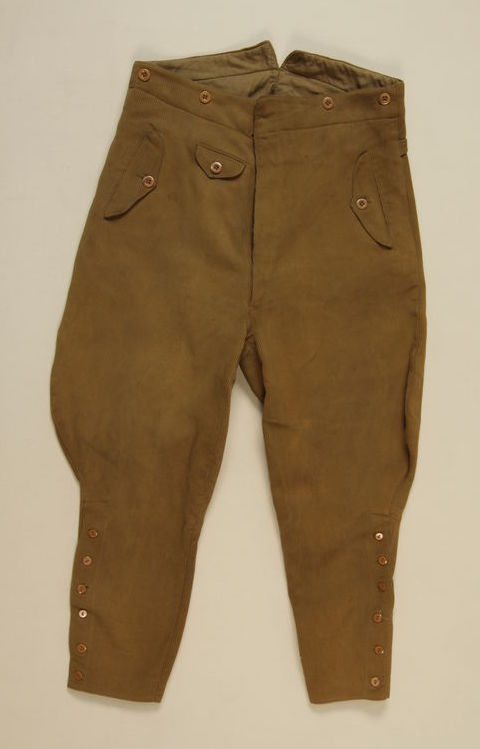
乗馬ズボン
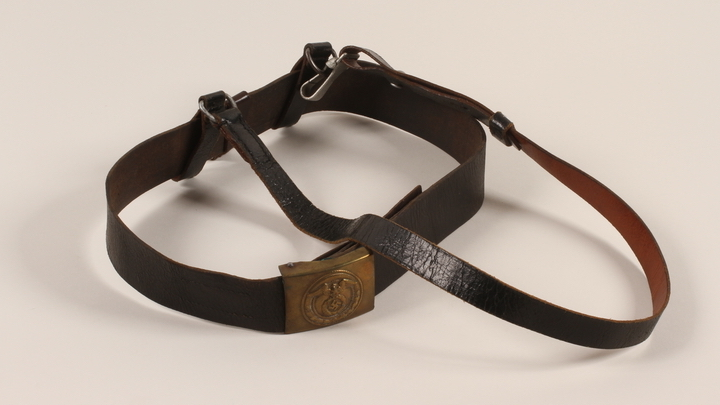
制服用ベルト
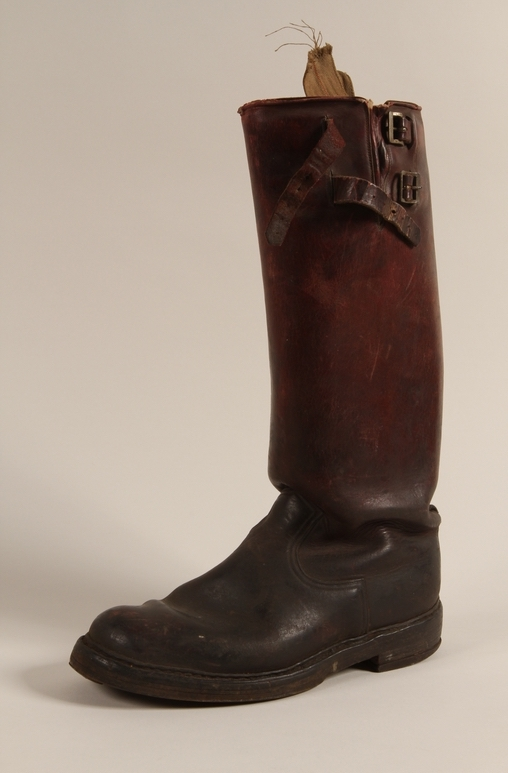
ブーツ
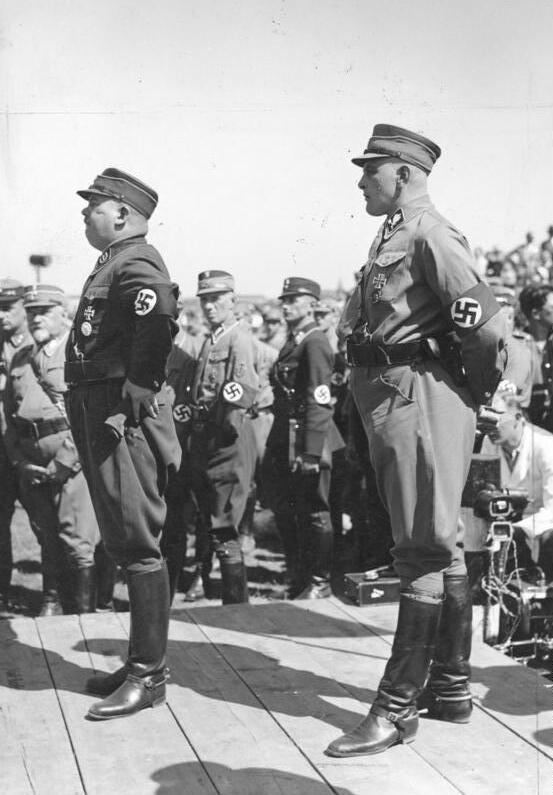
褐色シャツ姿の突撃隊幕僚長エルンスト・レーム（左）とエドムント・ハイネス（右）
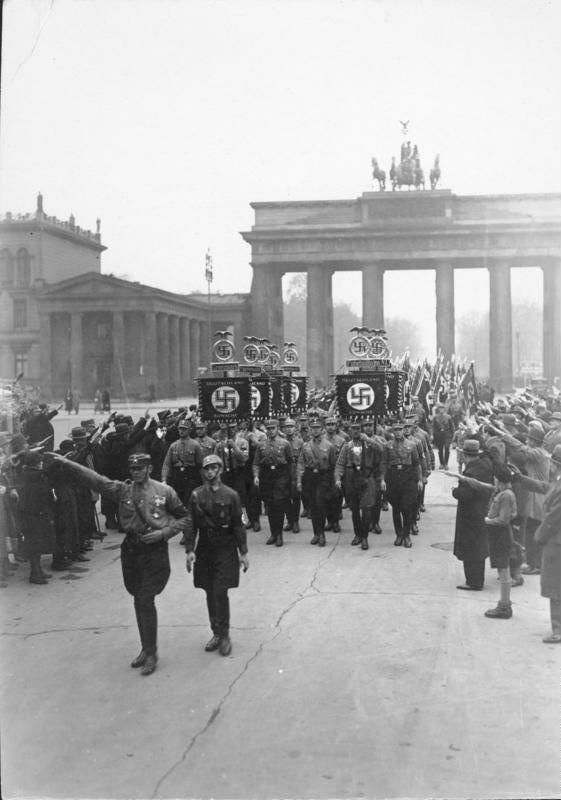
ブランデンブルク門を行進する褐色シャツ姿の突撃隊（1933年）
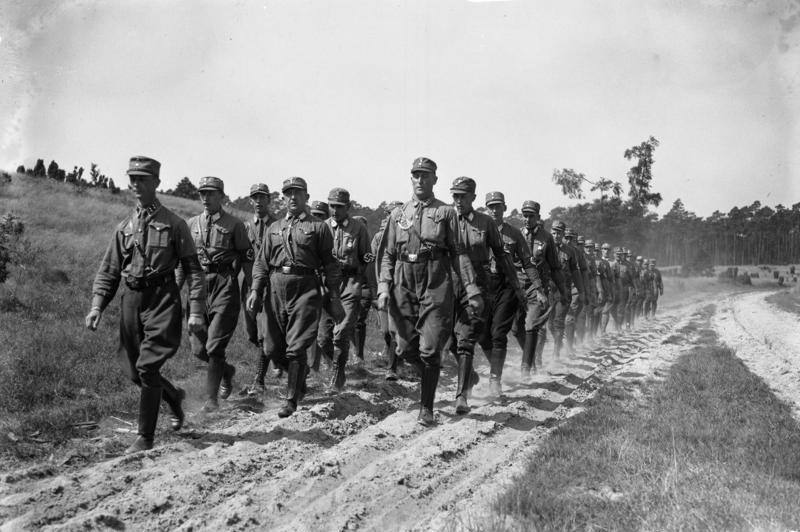
行進する褐色シャツ姿の突撃隊（1932年）
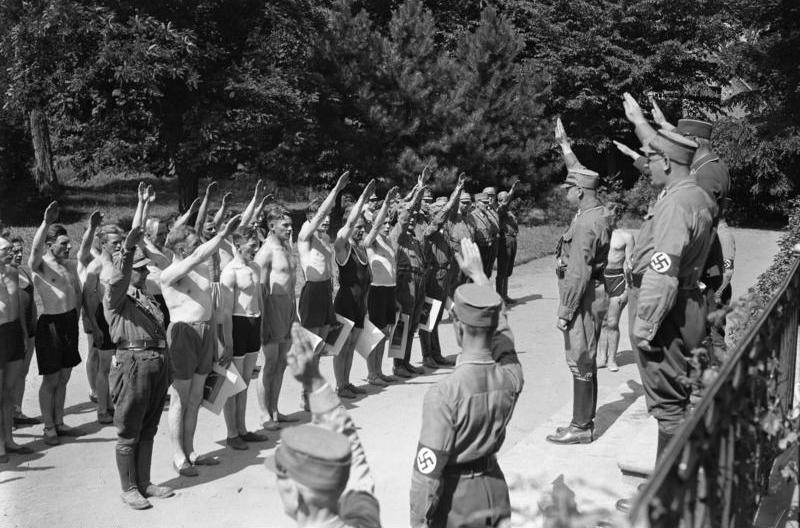
褐色シャツ姿の突撃隊指導者学校の教官（1932年）
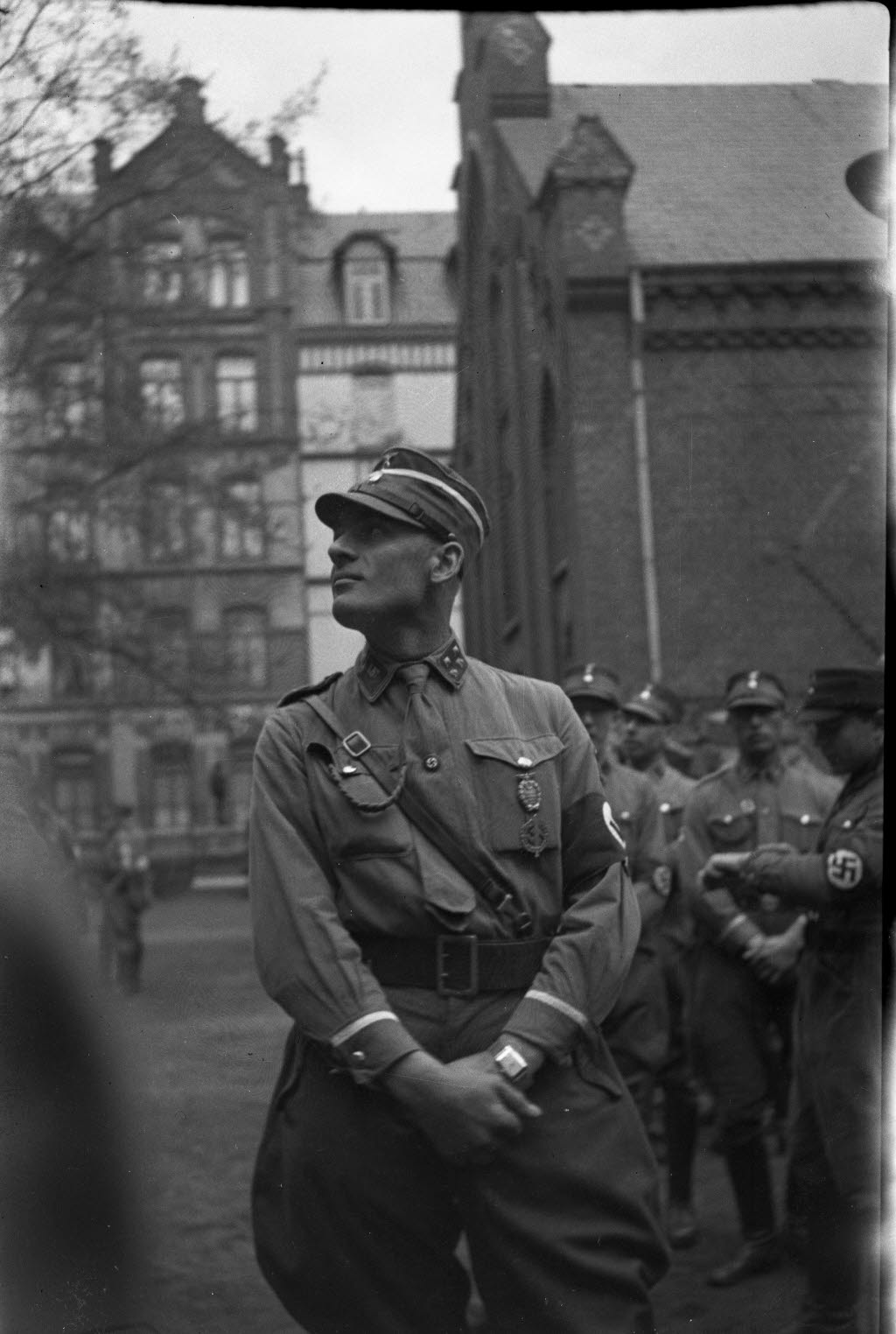
褐色シャツ姿のキール第187連隊第7中隊の大隊指導者（1938年）
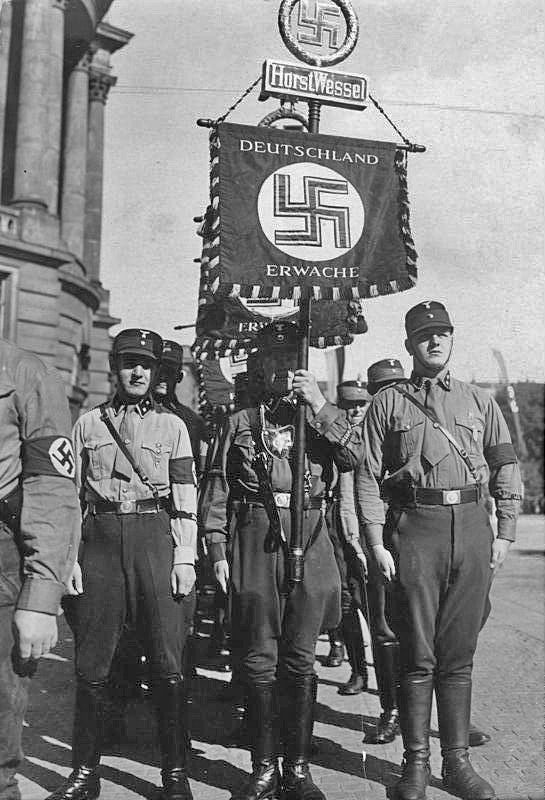
褐色シャツ姿のベルリン『ホルスト・ヴェッセル』連隊の隊員

## 勤務服

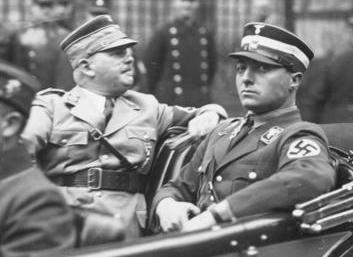
勤務服を着用するレーム（左）とカール・エルンスト（右）

ナチ党の権力掌握後、突撃隊幕僚長エルンスト・レームは突撃隊を正規の軍隊として見せるために、制服の改定にあたり、勤務服（Dienstrock）が新たに導入された。
この制服も褐色を基調としていたが、シャツ型とは異なり、スーツ型の制服として裁断されていた。勤務服の裁断は党の勤務服と同様で、プリーツつきの胸ポケットがつき、腰ポケットは貼り付け型でプリーツが存在しなかった。配色については、党員用の勤務服とは異なり、褐色の色合いが強調されており、暗い赤茶色に近かったが、党員用勤務服と同様の配色も存在した。その他、外出用の勤務服が存在しており、こちらは腰ポケットが切り込み型となっており、親衛隊の勤務服に似た裁断となっていた。
一般的に勤務服の下着には、褐色のシャツ（褐色シャツ型の制服とは異なる）とネクタイを用い、礼装や外出時には白色のシャツを用いることがあった。外出時および勤務時には、それまでと同様ショルダーベルトと腰ベルトを用いた。
また、突撃隊水上部隊（SA-Marine）などの組織では、海軍の軍服を模した勤務服を用いており、独自の航海記章が存在した。
第二次世界大戦の勃発後、新たにウール製の勤務服が用いられた。この勤務服はそれまでの勤務服と併用して用いられ、一般的に外出時、或いは戦時の防災時に用いられた。材質は物資の不足などもあって、陸軍の一般兵用の野戦服と変わりなかった。後にこの勤務服は、突撃隊防衛隊（SA-Wehrmannschaft）の勤務服として定着している。
また、高官などはウールと綿を混紡した上質のものをそれまでの勤務服と同様、独自に仕立てており、見た目も一般のものとは異なり裁断が整っていた。
裁断は外出用と同様、腰ポケットが切り込み型となっており、SA防衛隊の野戦服では襟元が陸軍の野戦服と同様、詰め襟となっており第一ボタンがついた。
なお、勤務服の導入後もシャツ型の制服は用いられ続けた。

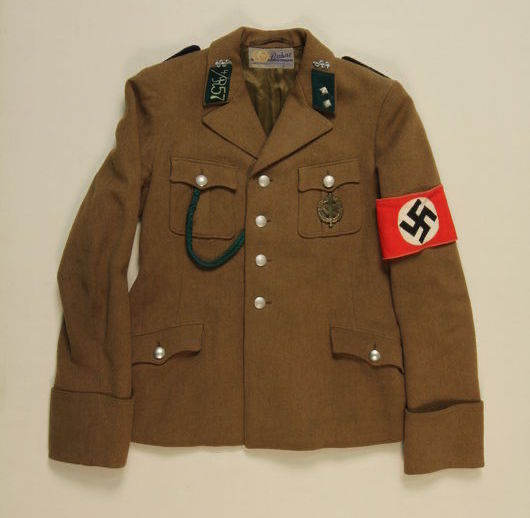
外出用の勤務服
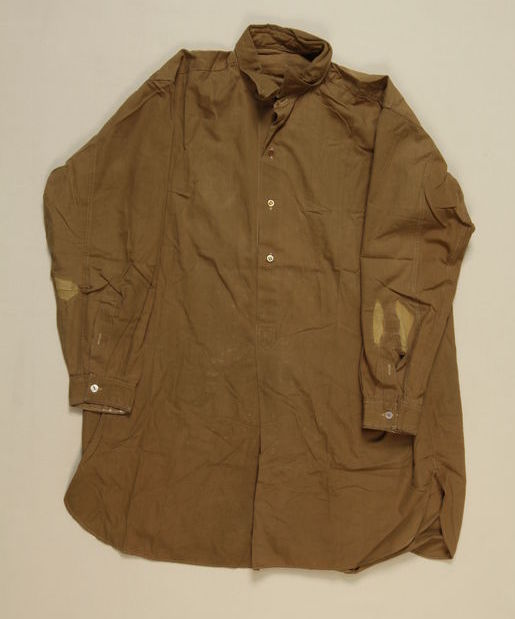
勤務服の下着として着用される褐色のカラーシャツ
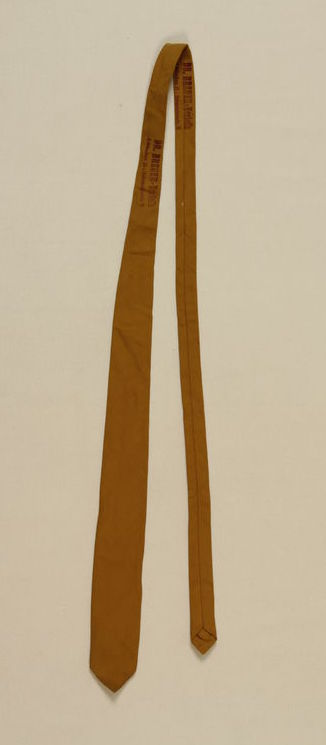
ネクタイ
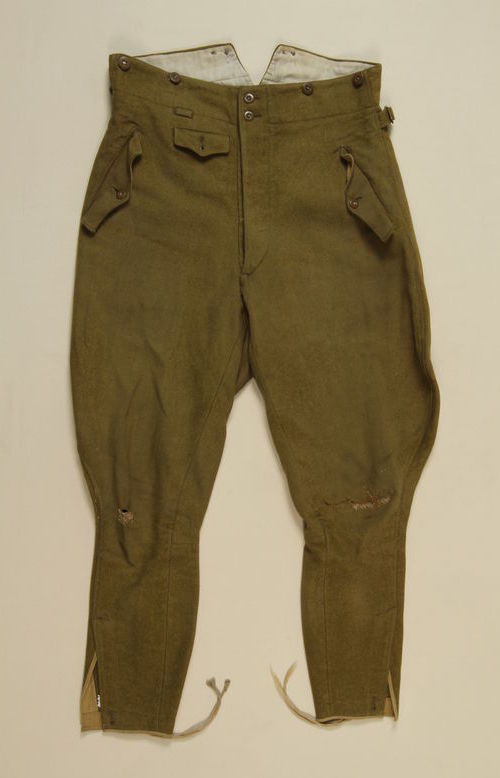
ウール型の乗馬ズボン
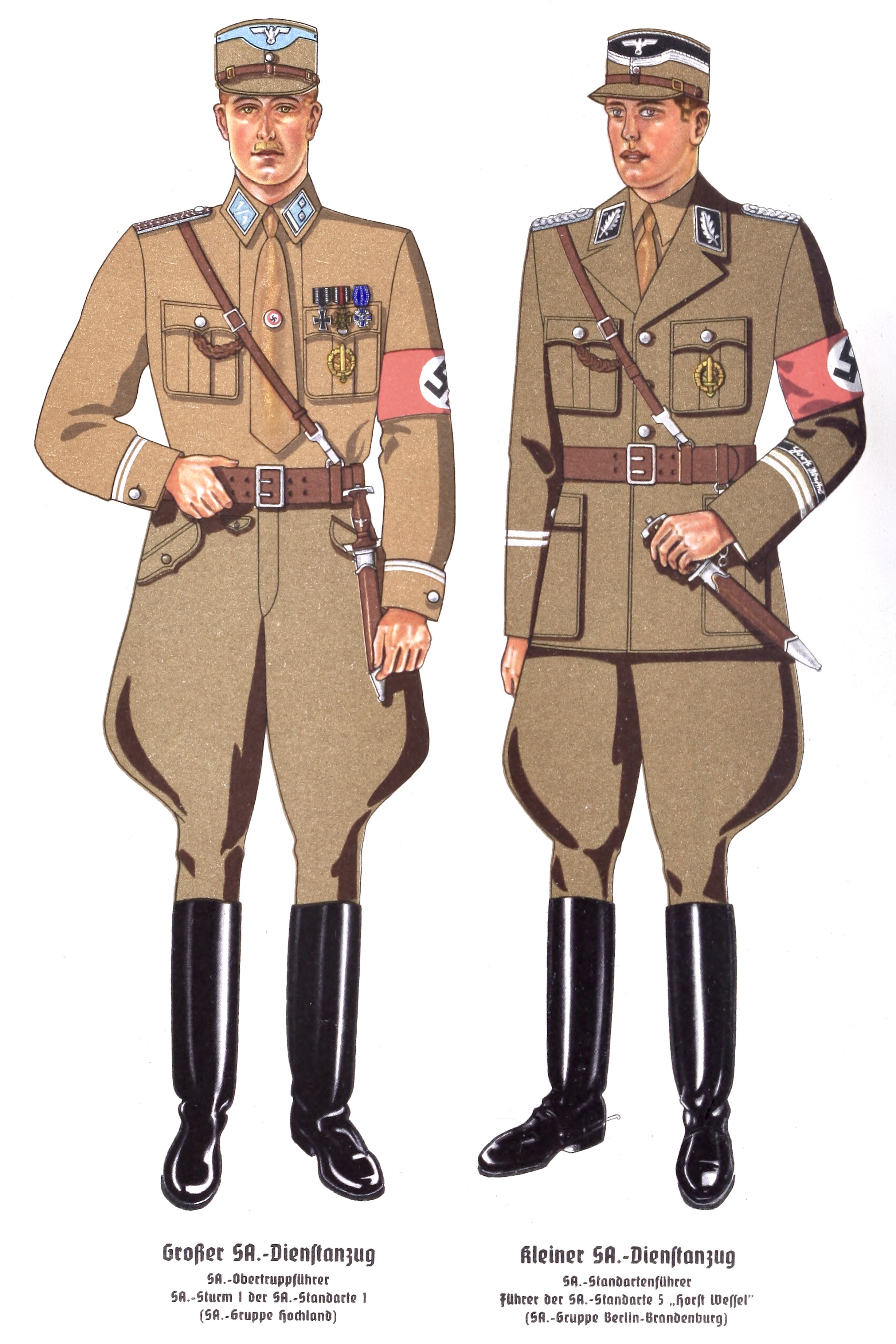
スーツ型の勤務服（右）とシャツ型の勤務服（左）
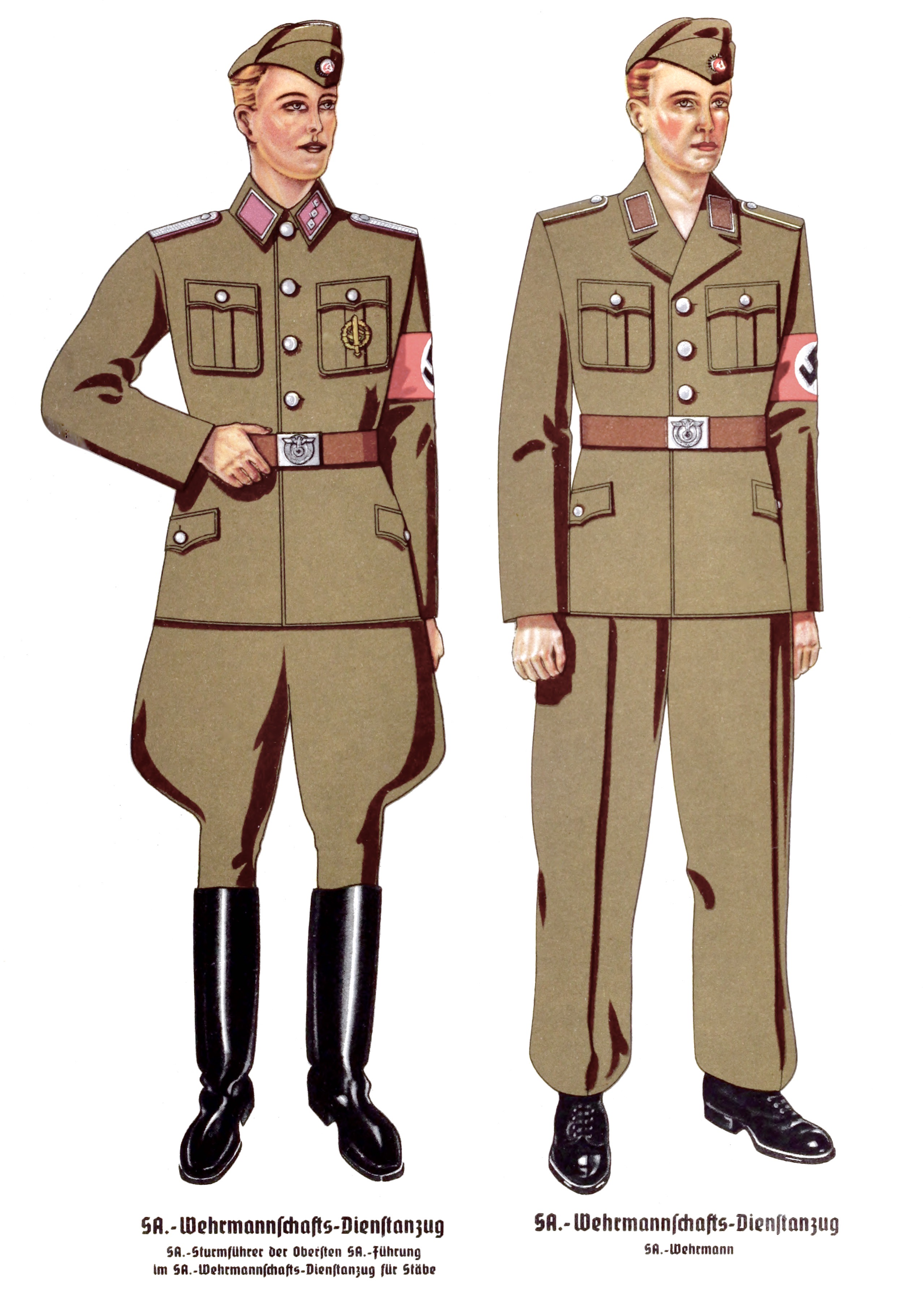
戦時型外出用勤務服（右）とSA防衛隊の野戦服（左）
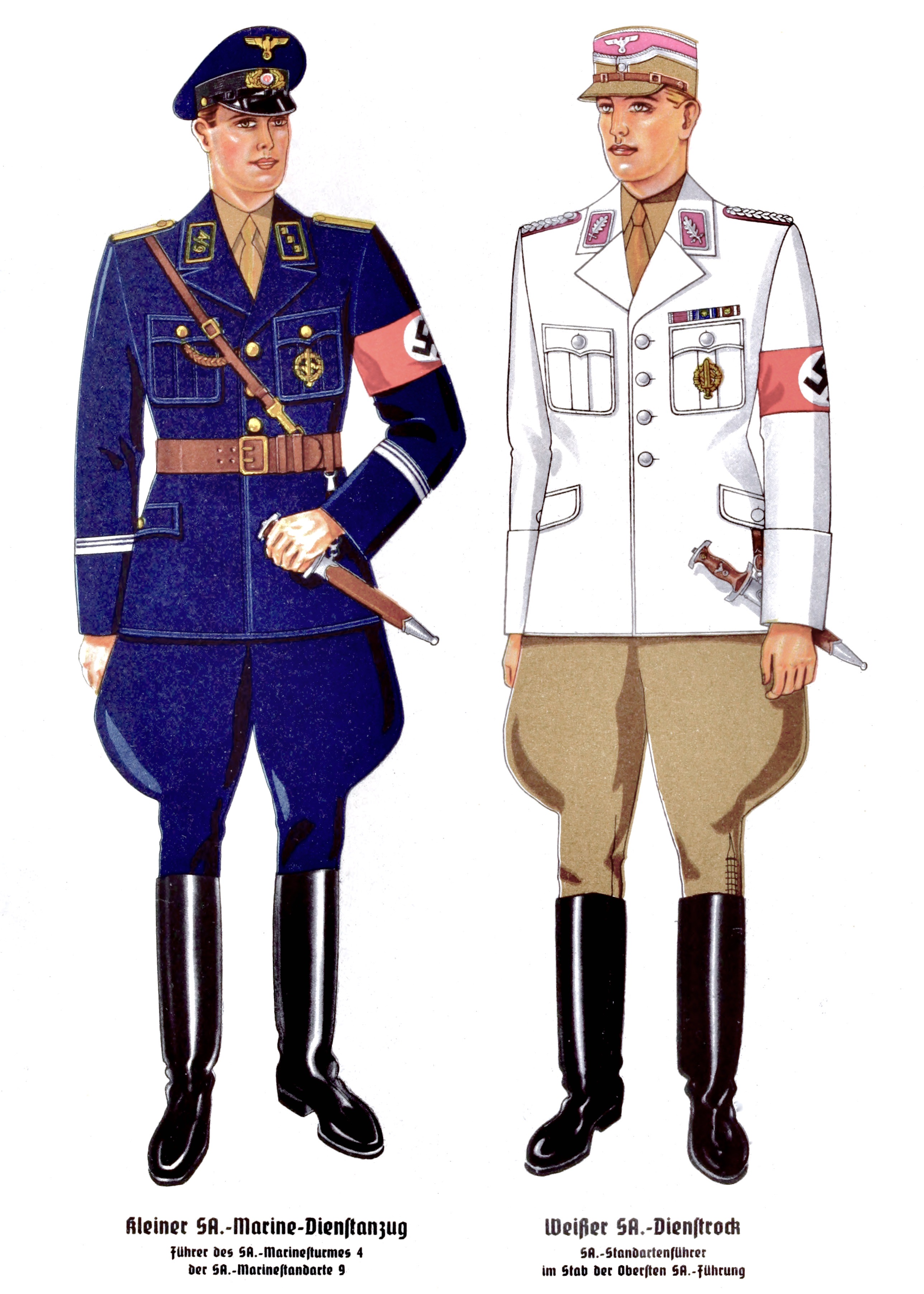
夏期用の外出着（右）と水上部隊の勤務服（左）
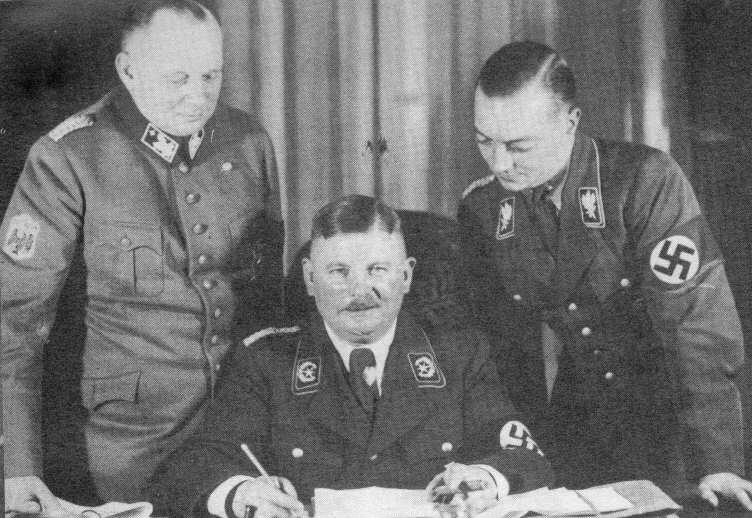
勤務服姿のエルンスト・レーム（中央）
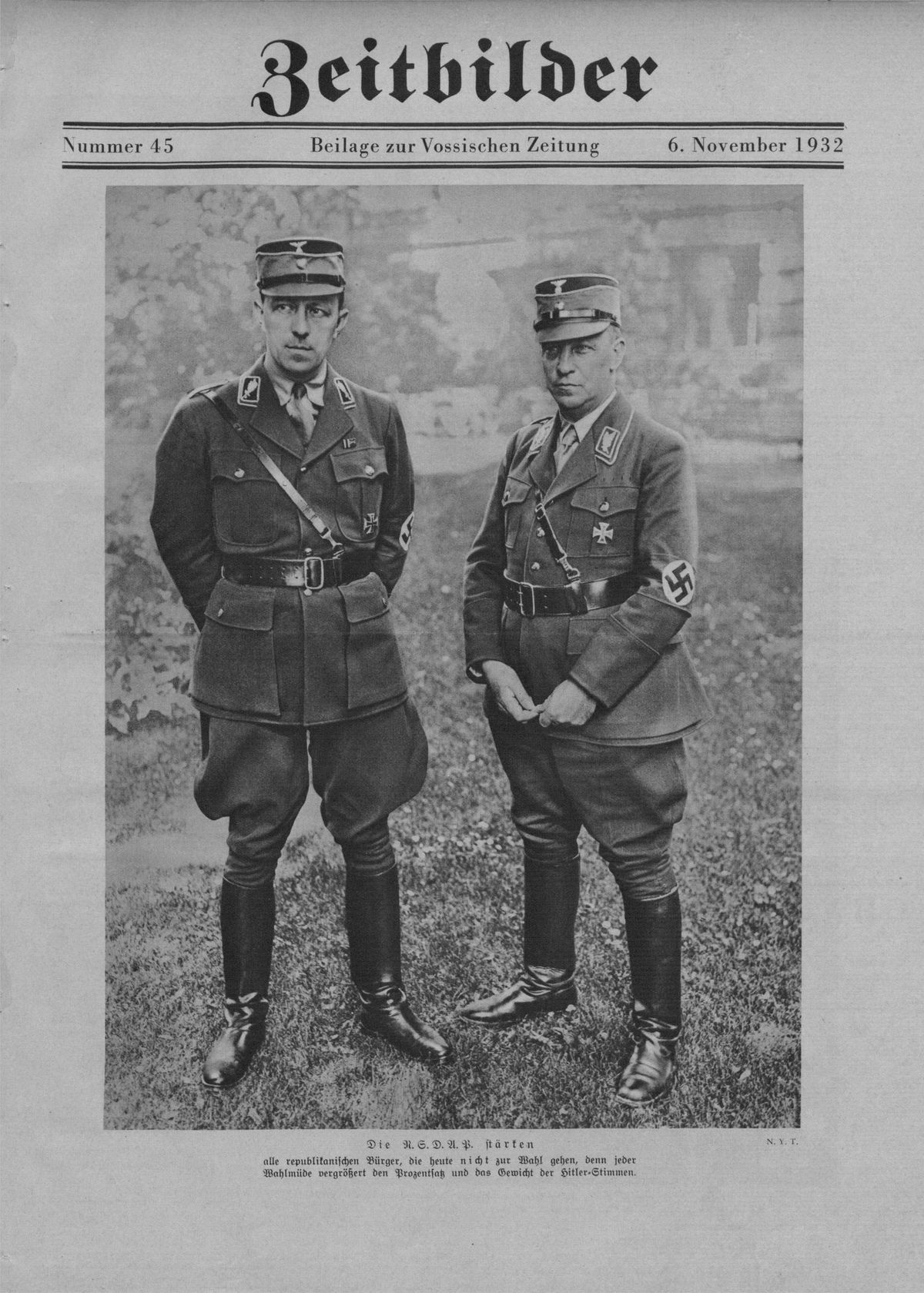
勤務服姿のヴォルフ＝ハインリヒ・フォン・ヘルドルフ（左）とヴァルター・シュミット（右）
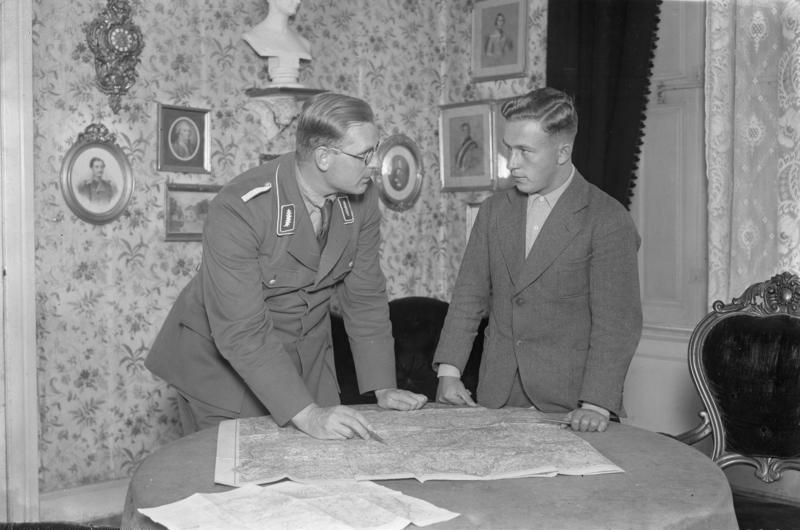
勤務服を着用するSA連隊指導者（左）
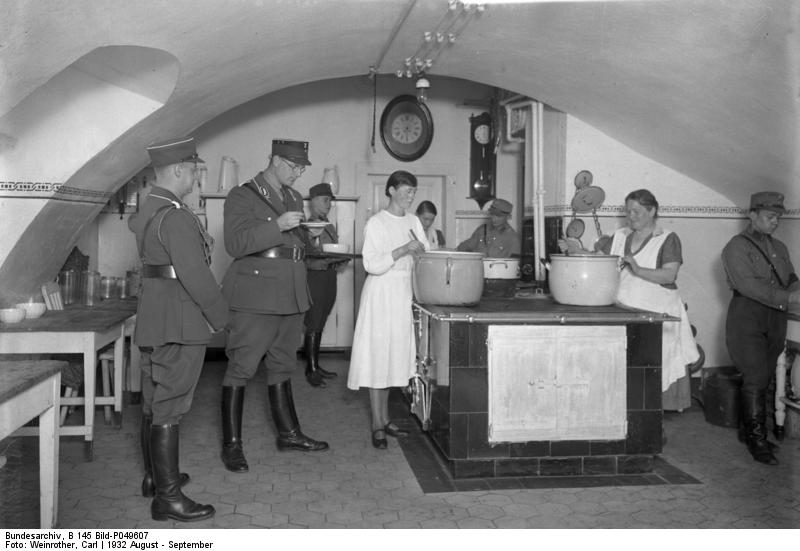
勤務服を着用するノイルピーン第24連隊のSA隊員（1932年8月）
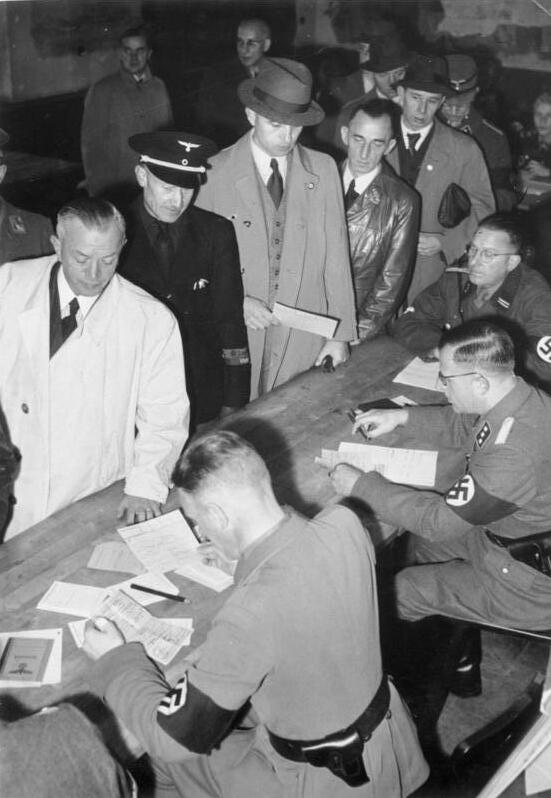
国民突撃隊の入隊受付にあたる地方党員。手前左より地方政治指導者、腰ポケットが切り込み型の外出用勤務服姿のSA中隊指導者、国家社会主義自動車軍団班指導者（1944年）
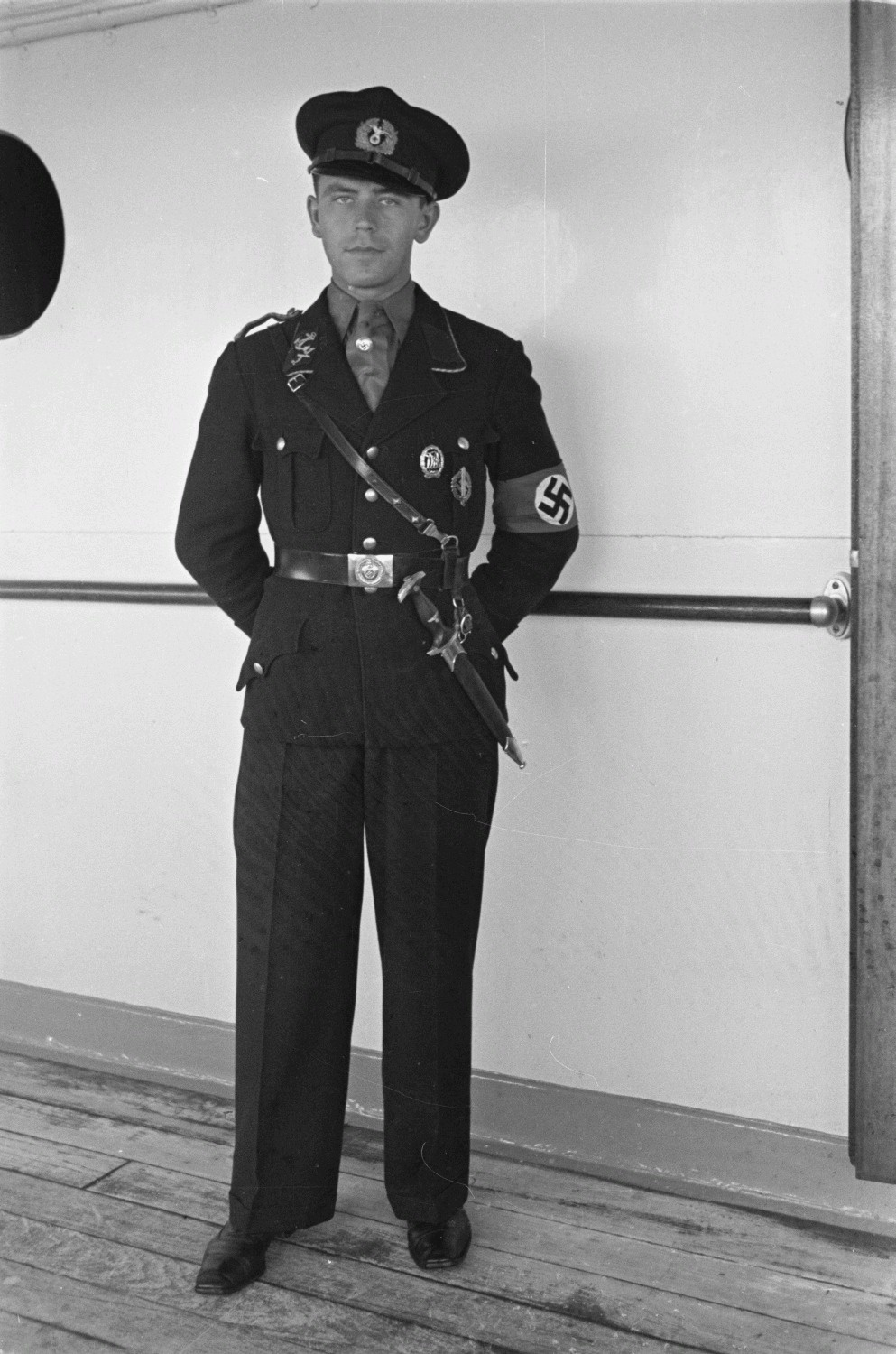
突撃隊水上部隊の制服（1942年頃）
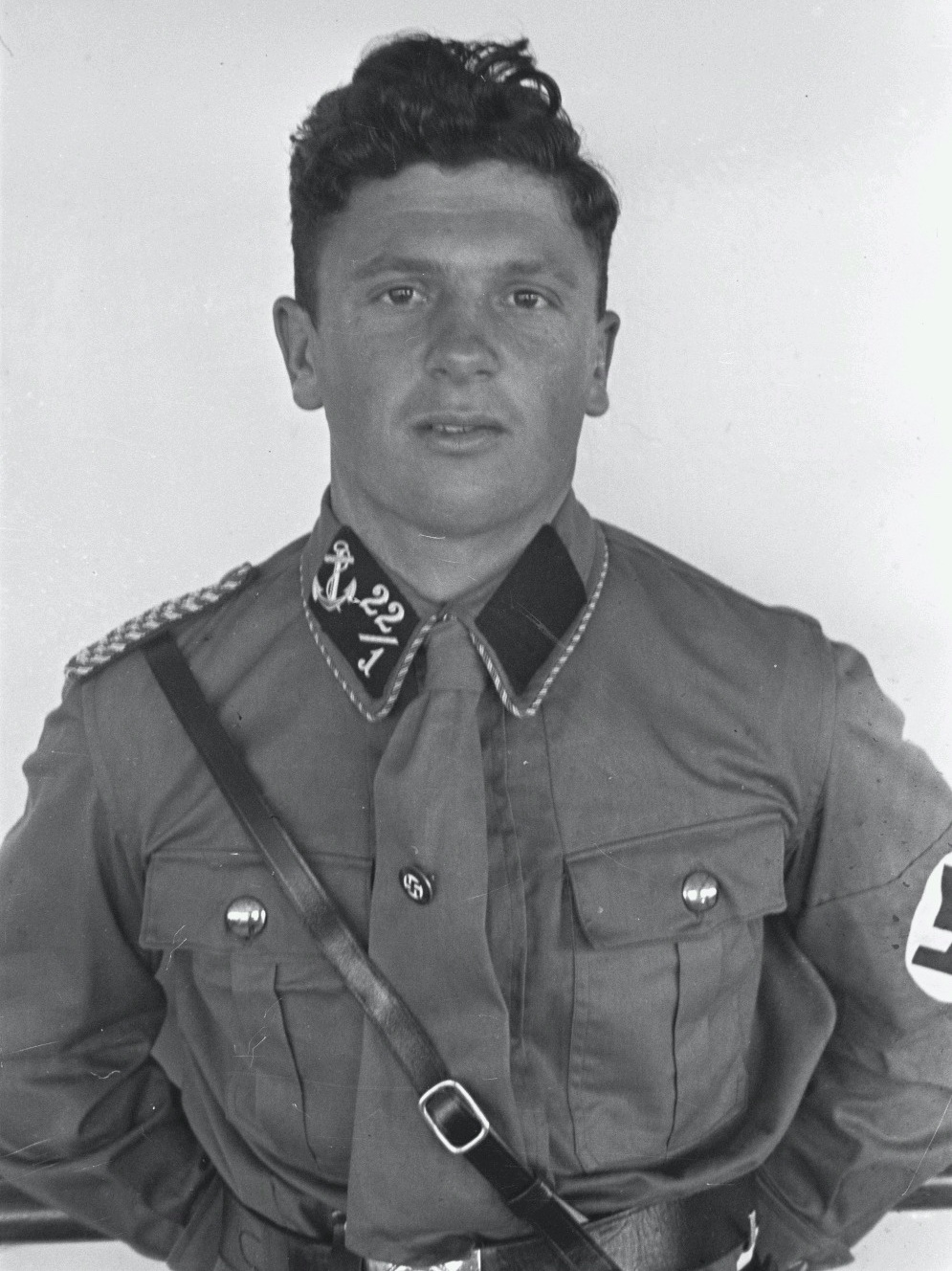
水上部隊のシャツ型の勤務服

## 帽子

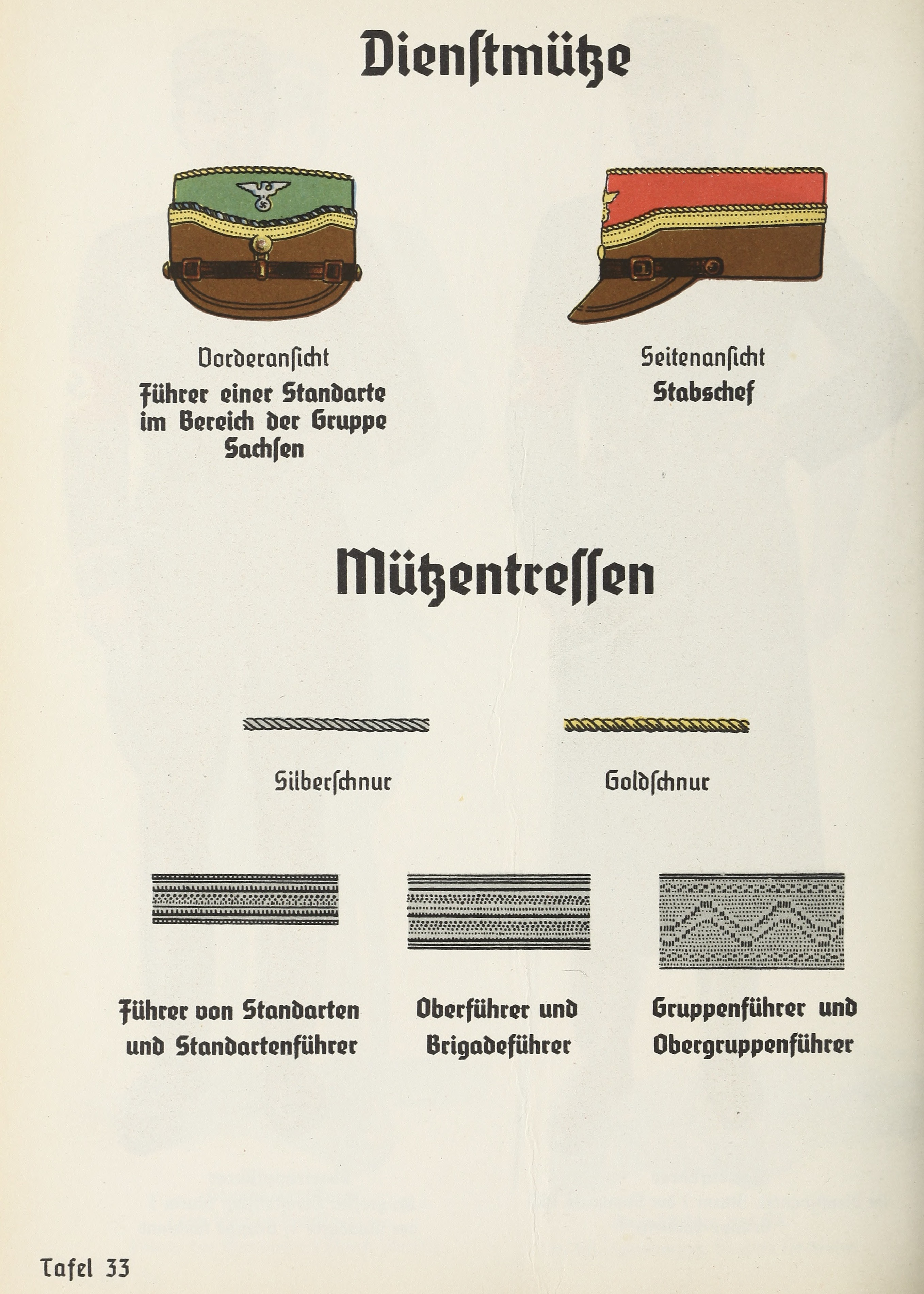
高官用の装飾（リッツェ）。下段左より連隊指導者、上級指導者～旅団指導者、集団指導者～上級集団指導者

初期の突撃隊では、軍の山岳部隊用の略帽（山岳帽、Mütze）を用いていたが、後にケピ帽を用いるようになった。また、第二次世界大戦の前後より新たに山岳型の制帽が導入された。ケピ帽には鷲型の帽章がつき所属管区ごとに配色され、階級ごとに装飾が施されていた。

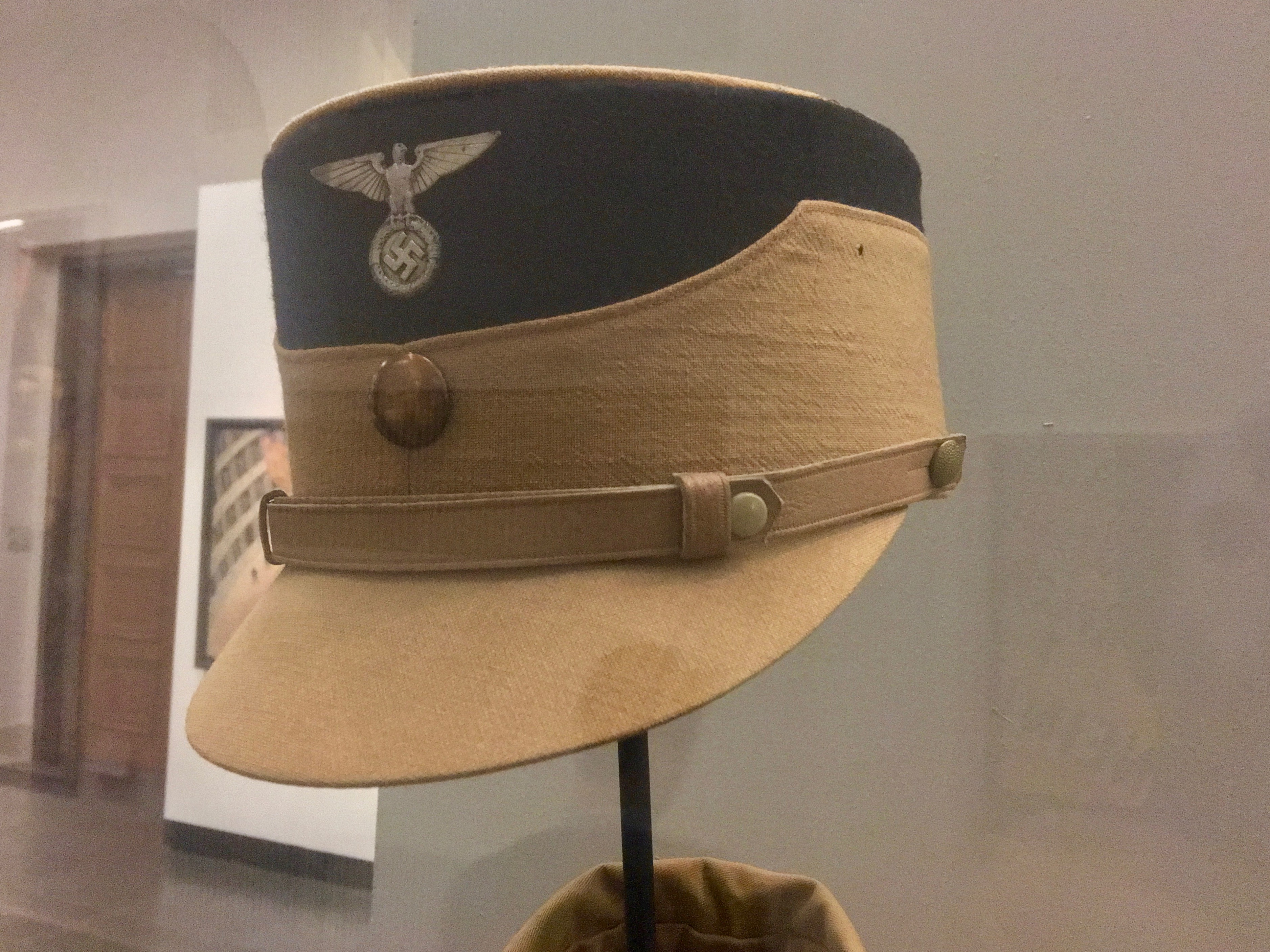
ベルリンSA集団のケピ帽
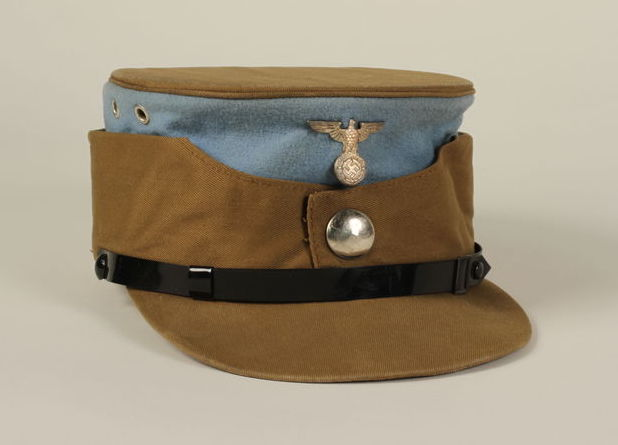
ホッホラントSA集団のケピ帽
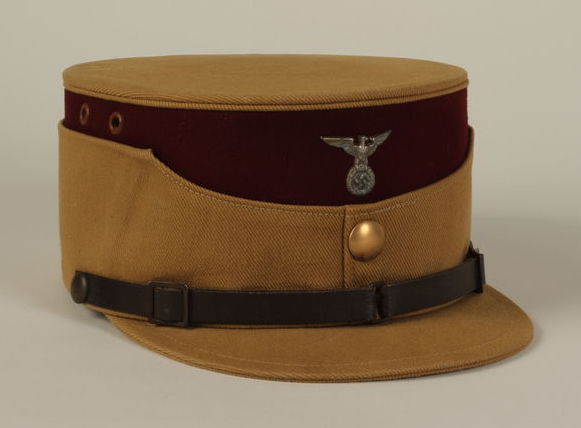
オストラントSA集団のケピ帽
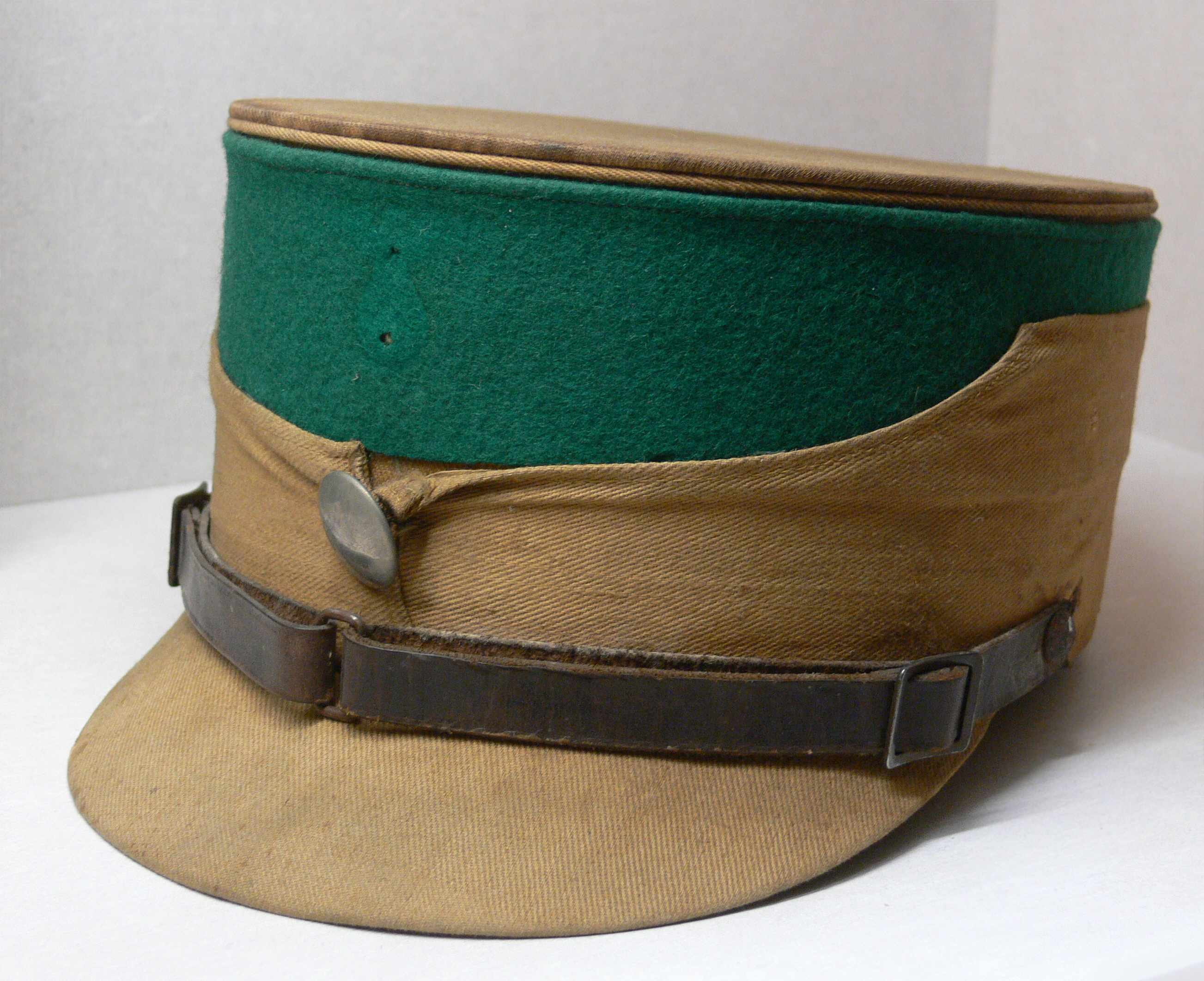
ザクセンSA集団のケピ帽
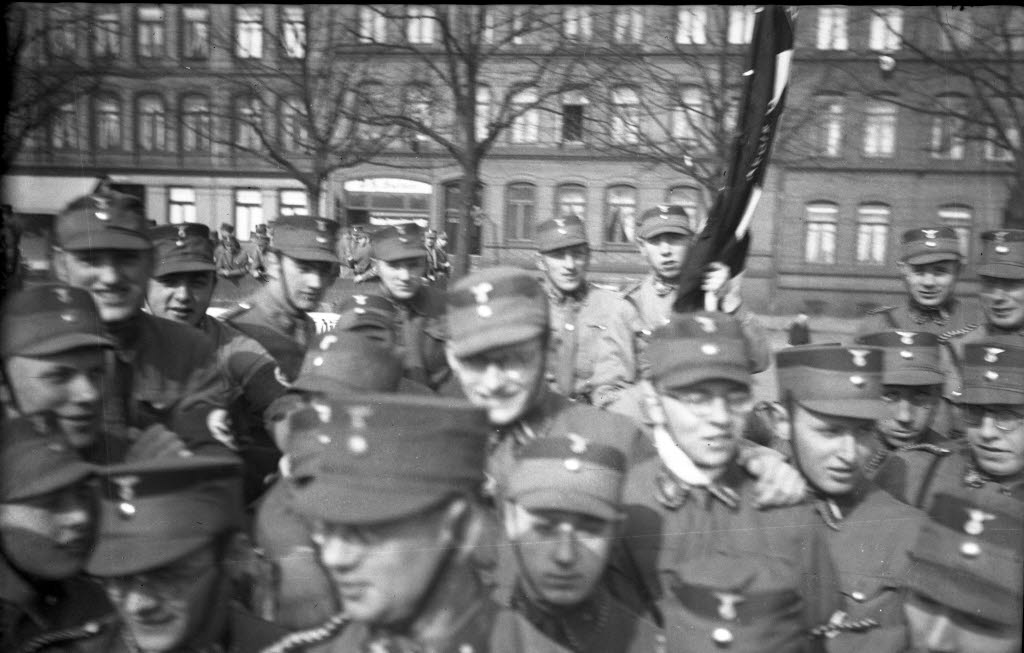
ケピ帽を被る隊員
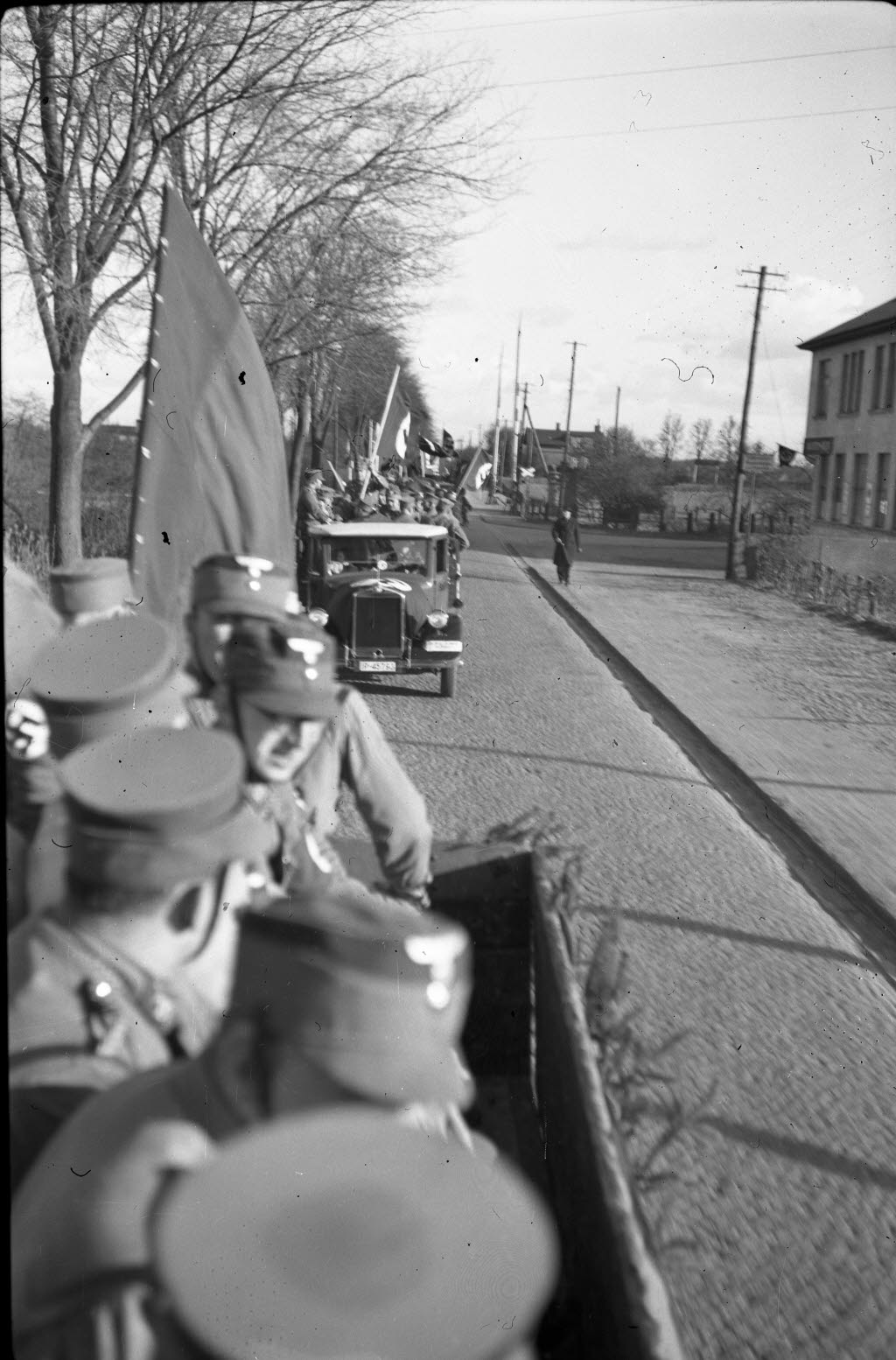
（同上）
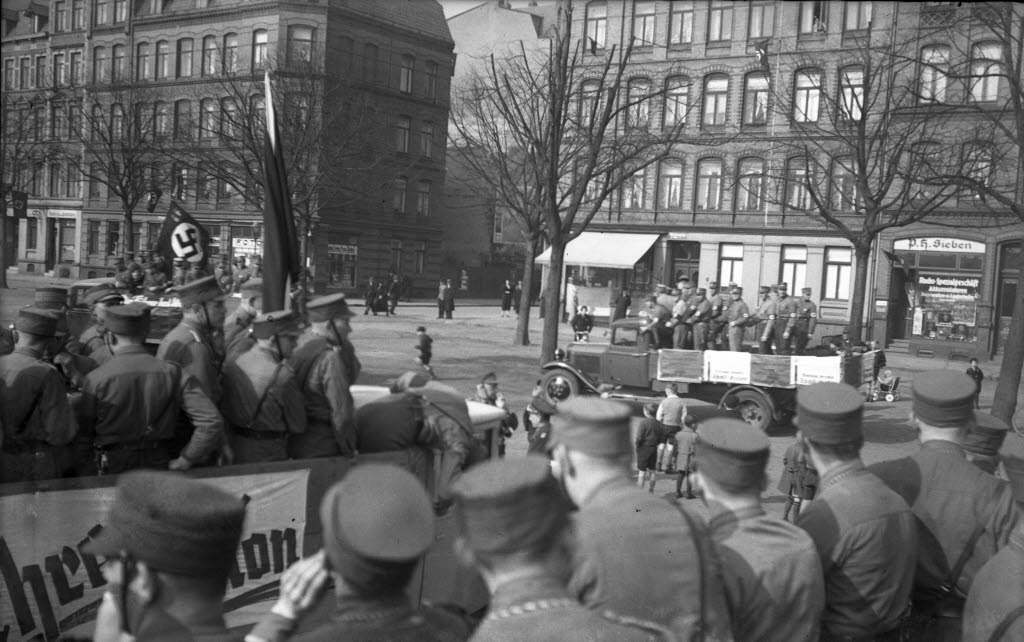
（同上）
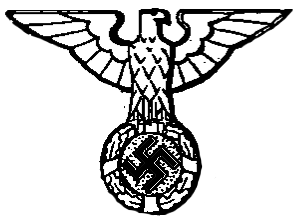
初期型の鷲型帽章
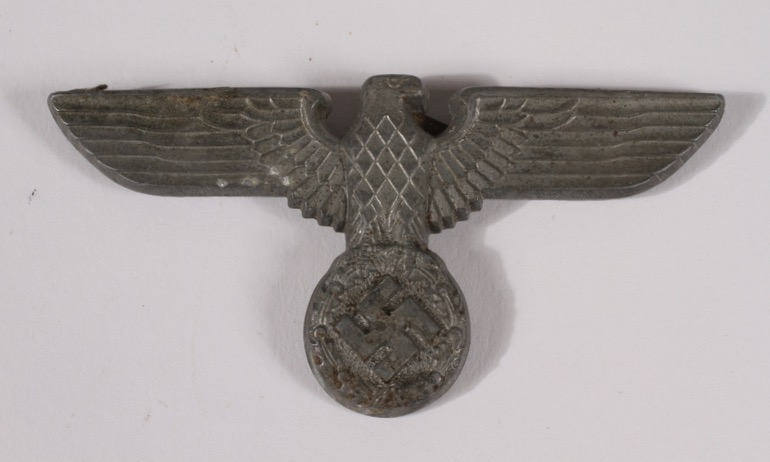
後期型の鷲型帽章

## その他
突撃隊では他の組織同様、外套やスポーツ着が存在し、これらも褐色を基調としていた。

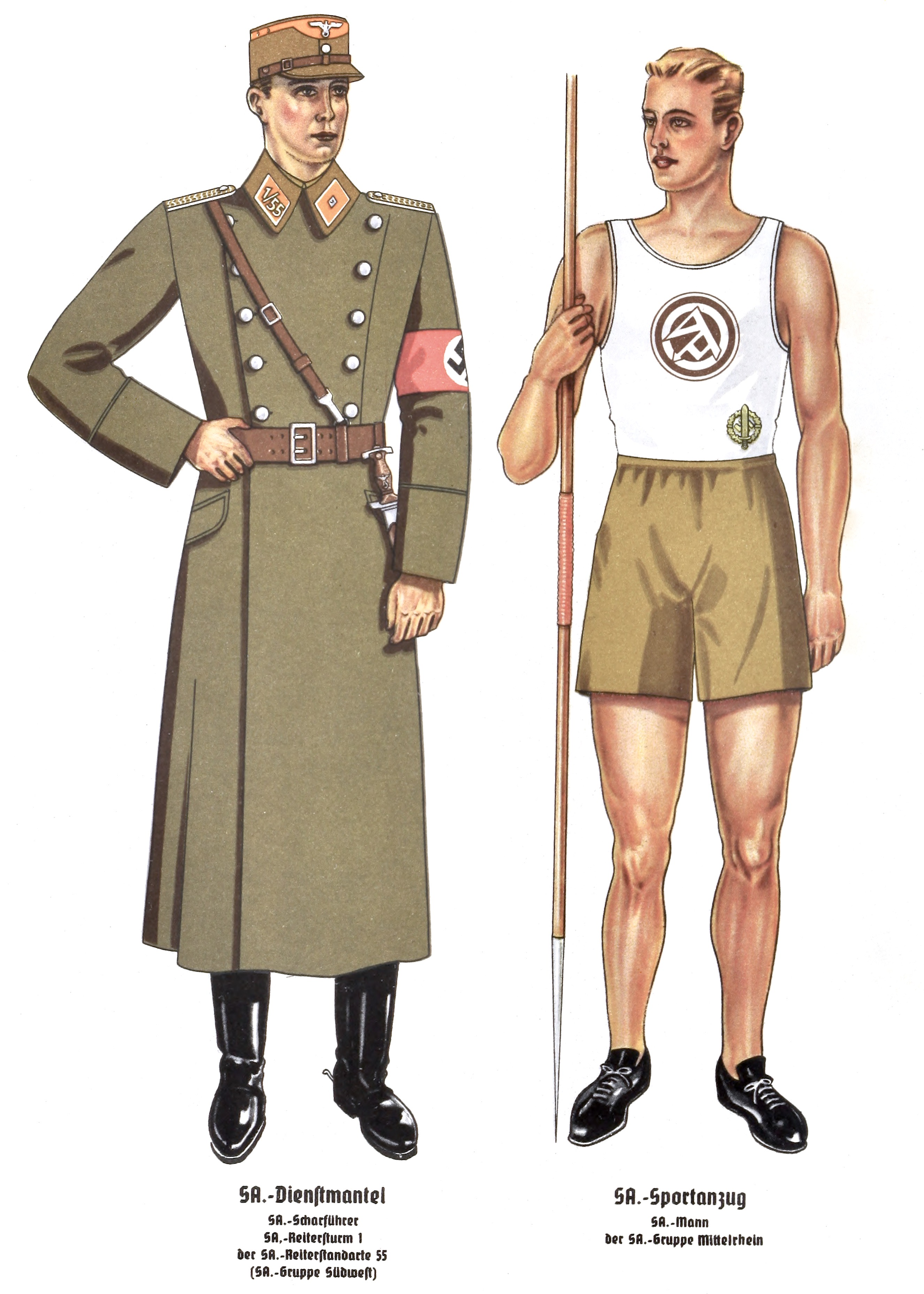
隊員用スポーツ着（右）と外套（左）
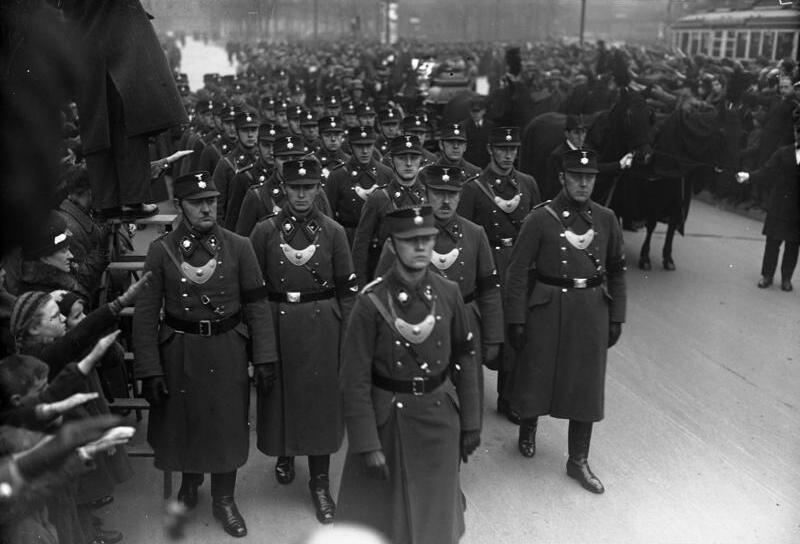
外套を着用する突撃隊補助警察（1934年）

## 階級制度および徽章

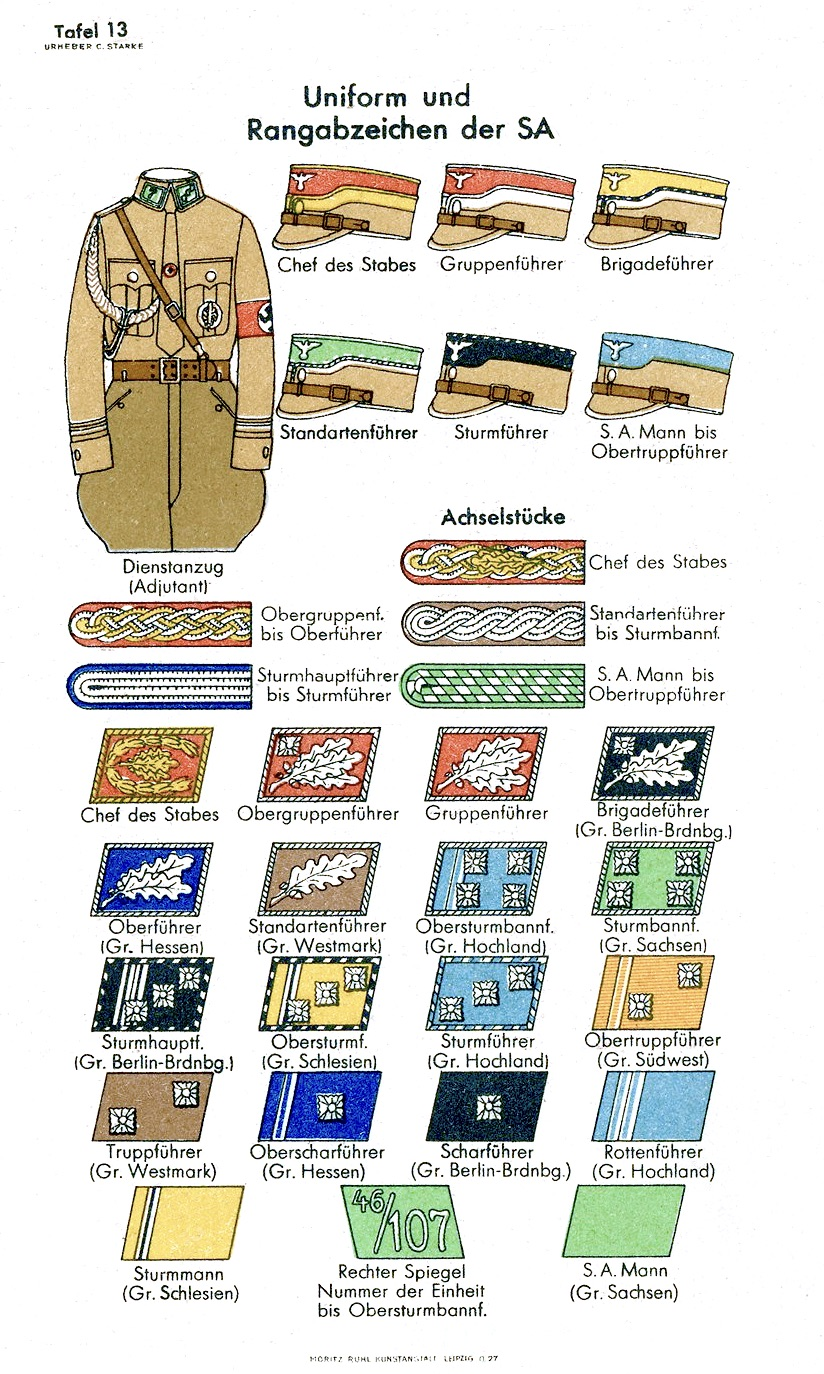
突撃隊の階級章（1934年制定版）

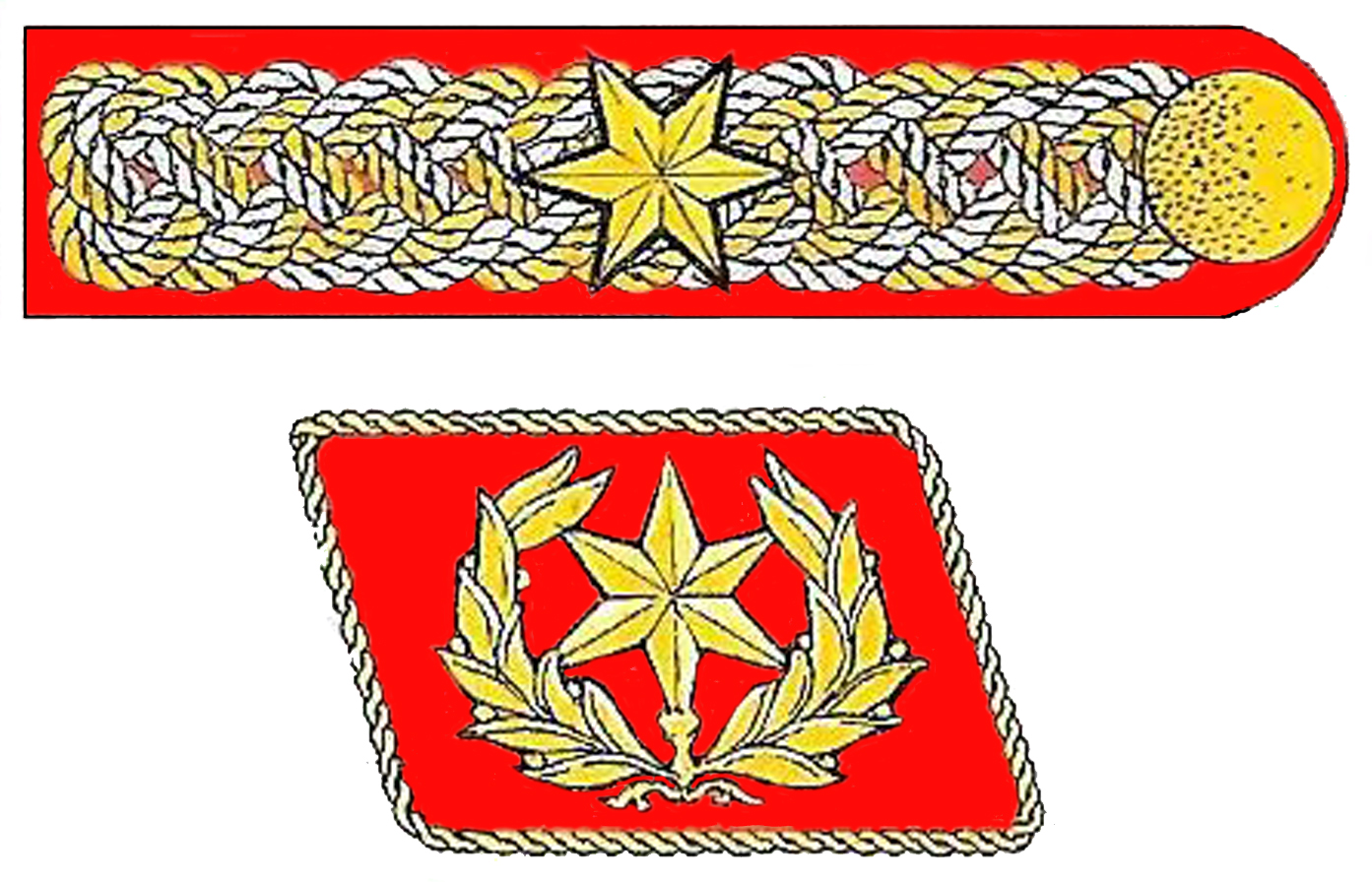
1933年から1934年の長いナイフの夜まで使用された、エルンスト・レームの突撃隊幕僚長としての特別階級章。

1933年、ヒトラーがドイツ首相に就任すると、レームは突撃隊幕僚長の肩書を実際の階級にした。 レームの新しい階級（Stabschefとして知られる）の記章は、ボリビアで軍事顧問をしていたレームの軍事経験から、ボリビアの将軍を模してデザインされた花輪付きの星章であった。

### 襟章

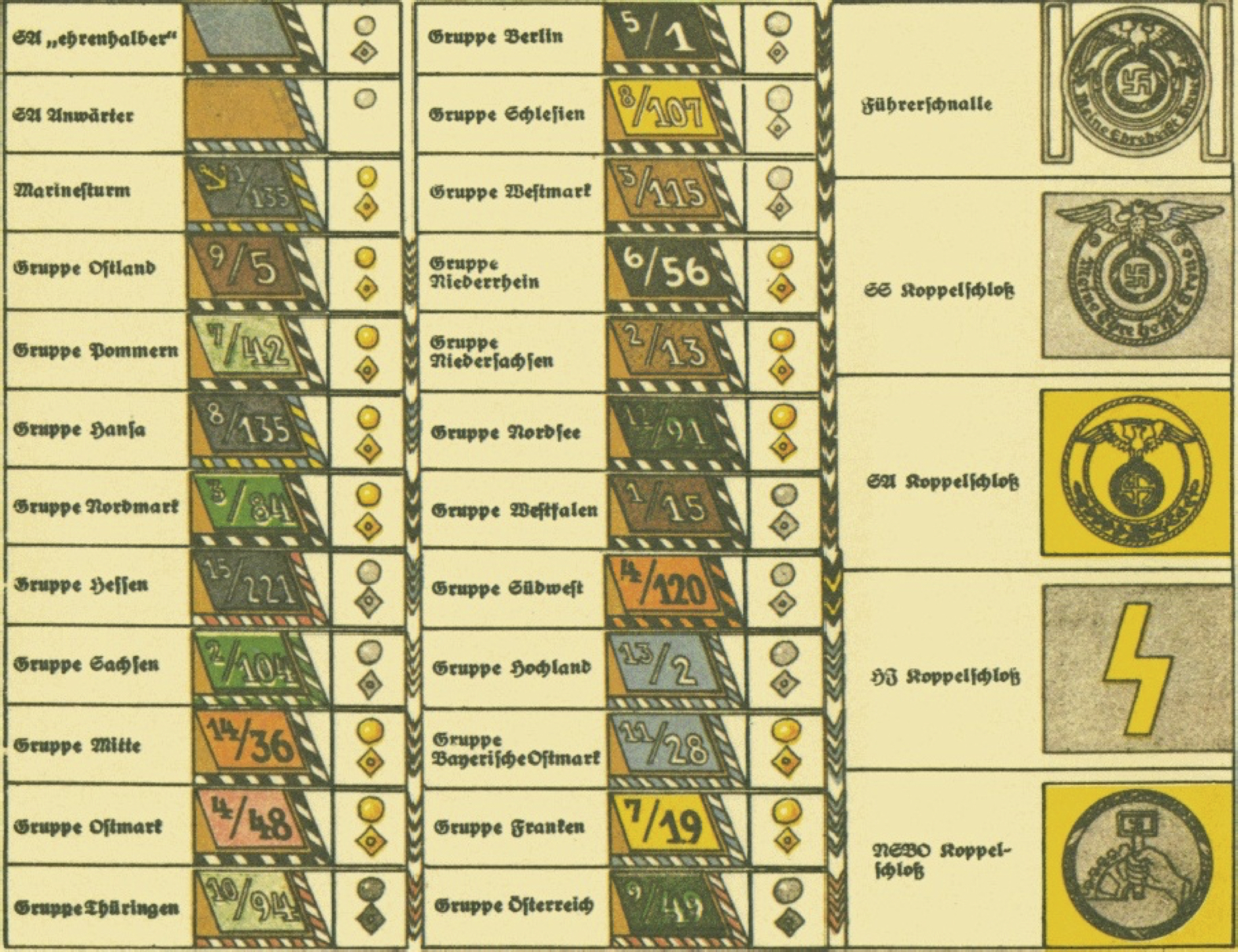
突撃隊の襟章（1933年制定版）

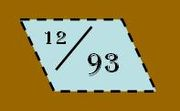
突撃隊の襟章（第93連隊第12中隊、Sturm 12 / Standarte 93）

各SA連隊は、連隊指導者（Standartenführer）と呼ばれる大佐に相当する上級指導者によって指揮された。襟章は兵と士官とを区別するために連隊指導者以上の上級指導者は、襟章に柏葉を用いるようになった。連隊指導者は葉を1枚、上級指導者（Oberführer）以上は葉を2枚、集団指導者（Gruppenführer）は葉を3枚あしらっていた。
1927年、SA-Führerの階級は中隊指導者（Sturmführer）に改称され、上位に大隊指導者（Sturmbannführer）が発足し、連隊指導者（Standartenführer）の直属の大隊編成指揮官によって指導されるように制定された。1928年、隊員の増加により更なる階級の細分化が行われた。階級は、左の襟章に取り付ける星章（ピフ）とテープ（リッツェ）で区別され、同時に所属する管区の色が配色された。
1928年には、上級集団指導者（Obergruppenführer）の階級が導入された。この階級は、集団指導者と同様、襟章に3枚の葉の記章を用いており、この階級はSA- Standartenの師団規模の編成を指導者する上級指導者によって保持された。また、この時点で突撃隊は、Standartenführer以下の隊員の襟章は右側に大隊と連隊の所属番号を記入するようになった。襟章の数字は中隊はアラビア数字大隊はローマ数字で記された。また、本部付きの隊員などは所属番号側の襟章が無地となっていた。
（各階級および各管区の識別一覧は突撃隊#突撃隊の組織体制の項を参照）
（襟章の表記の一例）
- 1/23 － 第23連隊・第1中隊
- Ⅳ/56 － 第56連隊・第4大隊
- Ⅶ/Br,89 － 第89旅団・第7大隊
- 1/ℓ － 身辺護衛連隊・第1中隊
- 2/3R － 第3予備連隊・第2中隊
- 10 － 第10連隊本部要員
- Ⅹ － 第10大隊本部要員
- ᛇ － 参謀本部要員
- ᛏ － 突撃隊指導者学校生
- ᛉ － 突撃隊医療学校生/医師

SA上級分隊指導者の襟章（1938年）
| 管区集団                                                     | 所属                                                   | 襟章 | 管区集団                                                   | 所属                                      | 襟章 |
| ------------------------------------------------------------ | ------------------------------------------------------ | ---- | ---------------------------------------------------------- | ----------------------------------------- | ---- |
| SA最高指導部 （Oberste SA-Führung）                          | 本部要員                                               |      | SA管区集団幕僚 （SA-Gruppenstab）                          | ホッホラント 管区集団幕僚                 |      |
| バイエリッシェ=オストマルク （SA-Gruppe Bayerische=Ostmark） | バイロイト SA第1大隊/第7連隊                           |      | ホッホラント （SA-Gruppe Hochland）                        | ミュンヘン SA第1中隊/第1連隊              |      |
| フランケン （SA-Gruppe Franken）                             | ニュルンベルク SA第2大隊/第14連隊                      |      | シュレージェン （SA-Gruppe Schlesien）                     | クロイツブルク SA第2中隊/第20連隊         |      |
| ミッテ （SA-Gruppe Mitte）                                   | マクデブルク SA第3大隊/第26連隊                        |      | ジュードヴェスト （SA-Gruppe Südwest）                     | カールスルーエ SA第3中隊/第109連隊        |      |
| ノルトマルク （SA-Gruppe Nordmark）                          | ハイデ SA第4大隊/第85連隊                              |      | ザクセン （SA-Gruppe Sachsen）                             | ライプツィヒ SA第4中隊/第107連隊          |      |
| ニーダーザクセン （SA-Gruppe Niedersachsen）                 | ヴォルフェンビュッテル SA第5大隊/第46連隊              |      | ヴェストマルク （SA-Gruppe Westmark）                      | コブレンツ SA第5中隊/第28連隊             |      |
| ポンメルン （SA-Gruppe Pommern）                             | グーベン SA第6大隊/第451連隊                           |      | テューリンゲン （SA-Gruppe Thüringen）                     | アイゼナハ SA第6中隊/第232連隊            |      |
| オストマルク （SA-Gruppe Ostmark）                           | コトブス SA第7大隊/第52連隊                            |      |                                                            |                                           |      |
| ニーダーライン （SA-Gruppe Niederrhein）                     | ゾーリンゲン SA第8大隊/第53連隊                        |      | ベルリン=ブランデンブルク （SA-Gruppe Berlin=Brandenburg） | SA第8中隊/第5連隊『ホルスト・ヴェッセル』 |      |
| オストラント （SA-Gruppe Ostland）                           | ケーニヒスベルク SA第9大隊/第3連隊                     |      | ヴェストファーレン （SA-Gruppe Westfalen）                 | デトモルト SA第9中隊/第55連隊             |      |
| ノルトゼー （SA-Gruppe Nordsee）                             | ブレーメン SA第10大隊/第75連隊                         |      | クルプファルツ （SA-Gruppe Kurpfalz）                      | ハイデルベルク SA第10中隊/第110連隊       |      |
| ハンザ （SA-Gruppe Hansa）                                   | アルトナ SA第11大隊/第31連隊                           |      | ヘッセン （SA-Gruppe Hessen）                              | ラウターバッハ SA第11中隊/第254連隊       |      |
| ドナウ （SA-Gruppe Donau）                                   | ウィーン SA第12大隊/第84連隊                           |      | アルペンラント （SA-Gruppe Alpenland）                     | リンツ SA第12中隊/第14連隊                |      |
| ホッホラント （SA-Gruppe Hochland）                          | SA第1大隊/第16連隊 『リスト連隊』                      |      | ホッホラント （SA-Gruppe Hochland）                        | 第1中隊 SA身辺護衛連隊                    |      |
| ヴェストマルク （SA-Gruppe Westmark）                        | SA第39連隊 『アルベルト・レオ・シュラゲター』 本部要員 |      |                                                            |                                           |      |

SA幕僚部参謀のSA中隊指導者
SA最高指導部総本部局所属のSA中隊指導者
SA指導者学校教官のSA上級大隊指導者
SA指導者学校生徒
衛生指導部所属のSA大隊指導者
『SAフェルトヘルンハレ連隊』所属のSA上級中隊指導者
『SAフェルトヘルンハレ連隊』所属のSA突撃者

### 肩章
1933年以後、突撃隊では肩章が導入された。この肩章は親衛隊と同様の形状であり、配色は各管区ごとの配色をとっていた。肩章は兵・下士官、尉官、佐官、将官と4等分され、右肩のみに着用した。1939年頃より、肩章の形状が陸軍型の肩章と類似したものに変更され、両肩に肩章が取り付けられるようになった。

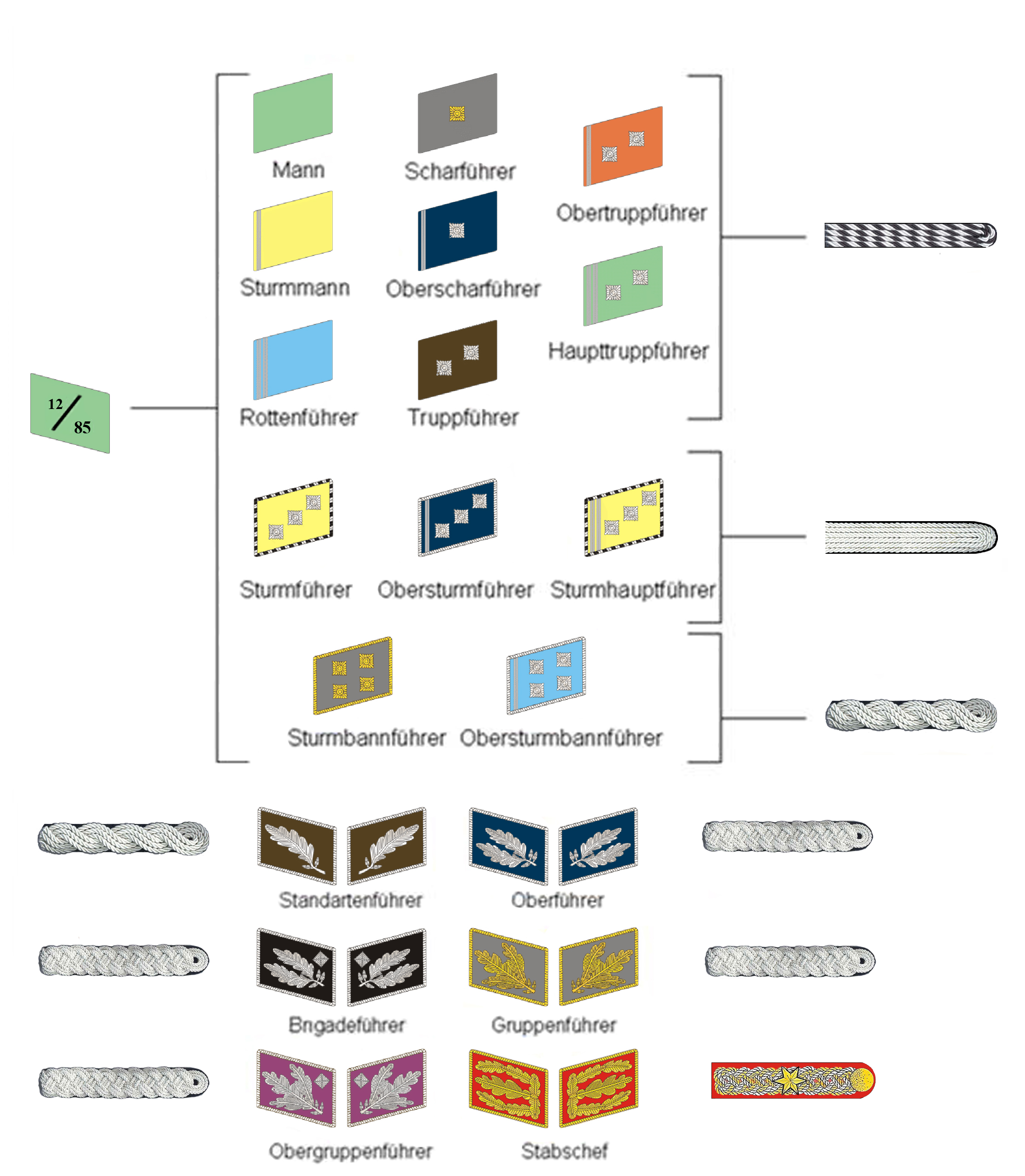
1939年以前の肩章
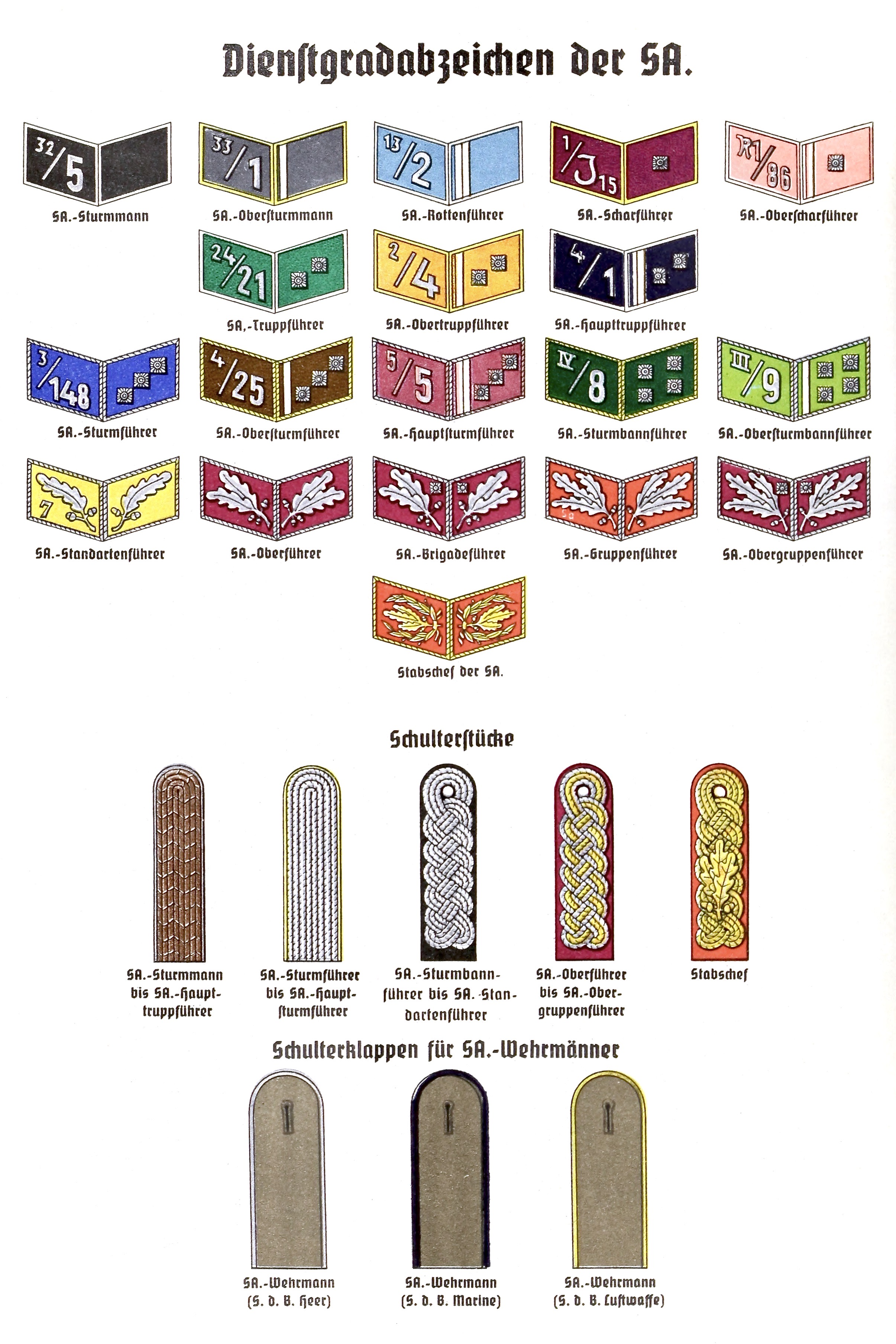
1943年の肩章（下段）

SA兵卒の肩章（1938年）
| 管区集団                                                           | 肩章 | 管区集団                                                   | 肩章 |
| ------------------------------------------------------------------ | ---- | ---------------------------------------------------------- | ---- |
| SA最高指導部 （Oberste SA-Führung）                                |      | SA管区集団幕僚 （SA-Gruppenstab）                          |      |
| オストラント （SA-Gruppe Ostland）                                 |      | ヴェストファーレン （SA-Gruppe Westfalen）                 |      |
| ニーダーライン （SA-Gruppe Niederrhein）                           |      | ベルリン=ブランデンブルク （SA-Gruppe Berlin=Brandenburg） |      |
| オストマルク （SA-Gruppe Ostmark）                                 |      |                                                            |      |
| ポンメルン （SA-Gruppe Pommern）                                   |      | テューリンゲン （SA-Gruppe Thüringen）                     |      |
| ニーダーザクセン （SA-Gruppe Niedersachsen）                       |      | ヴェストマルク （SA-Gruppe Westmark）                      |      |
| ノルトマルク （SA-Gruppe Nordmark）                                |      | ザクセン （SA-Gruppe Sachsen）                             |      |
| ミッテ （SA-Gruppe Mitte）                                         |      | ジュードヴェスト （SA-Gruppe Südwest）                     |      |
| フランケン （SA-Gruppe Franken）                                   |      | シュレージェン （SA-Gruppe Schlesien）                     |      |
| バイエリッシェ=オストマルク （SA-Gruppe Bayerische=Ostmark）       |      | ホッホラント （SA-Gruppe Hochland）                        |      |
| ノルトゼー （SA-Gruppe Nordsee）                                   |      | クルプファルツ （SA-Gruppe Kurpfalz）                      |      |
| ハンザ （SA-Gruppe Hansa）                                         |      | ヘッセン （SA-Gruppe Hessen）                              |      |
| ドナウ （SA-Gruppe Donau）                                         |      | アルペンラント （SA-Gruppe Alpenland）                     |      |
| SA『フェルトヘルンハレ』衛兵連隊 （SA-Standarte "Feldherrnhalle"） |      |                                                            |      |

### 袖章
突撃隊では党での活動歴を示すいくつかの袖章が採用されていた。
1934年2月に導入された突撃隊古参闘士名誉章は、褐色に配色された逆三角の綿生地の台布にアルミ線を織り込んだ金色の組紐を縫い付けたもので、約1cmの間隔で2本の赤い細紐が配されていた。ナチ党の権力掌握の1933年1月30日以前にナチ党に所属していた党員番号30万番代未満の全SA隊員へ授与され、階級は無関係だったので、兵卒も将校も同様に佩用した。
しかし、早くも1934年9月にはテープ型の帯章に切り替えられ、入隊年次により複数の異なる幅の帯章を制服上衣の両袖口に佩用するようになった。
他には、特定の組織や部隊名をあしらったカフタイトルが存在しており、所属する各隊員がこれを用いていた。
- 1925年：幅12mmの帯2本＋幅4mmの帯2本
- 1926年：幅12mmの帯2本＋幅4mmの帯1本
- 1927年：幅12mmの帯2本
- 1928年：幅12mmの帯1本＋幅4mmの帯2本
- 1929年：幅12mmの帯1本＋幅4mmの帯1本
- 1930年：幅12mmの帯1本
- 1931年：幅4mmの帯2本
- 1932年～1933年1月30日：幅4mmの帯1本

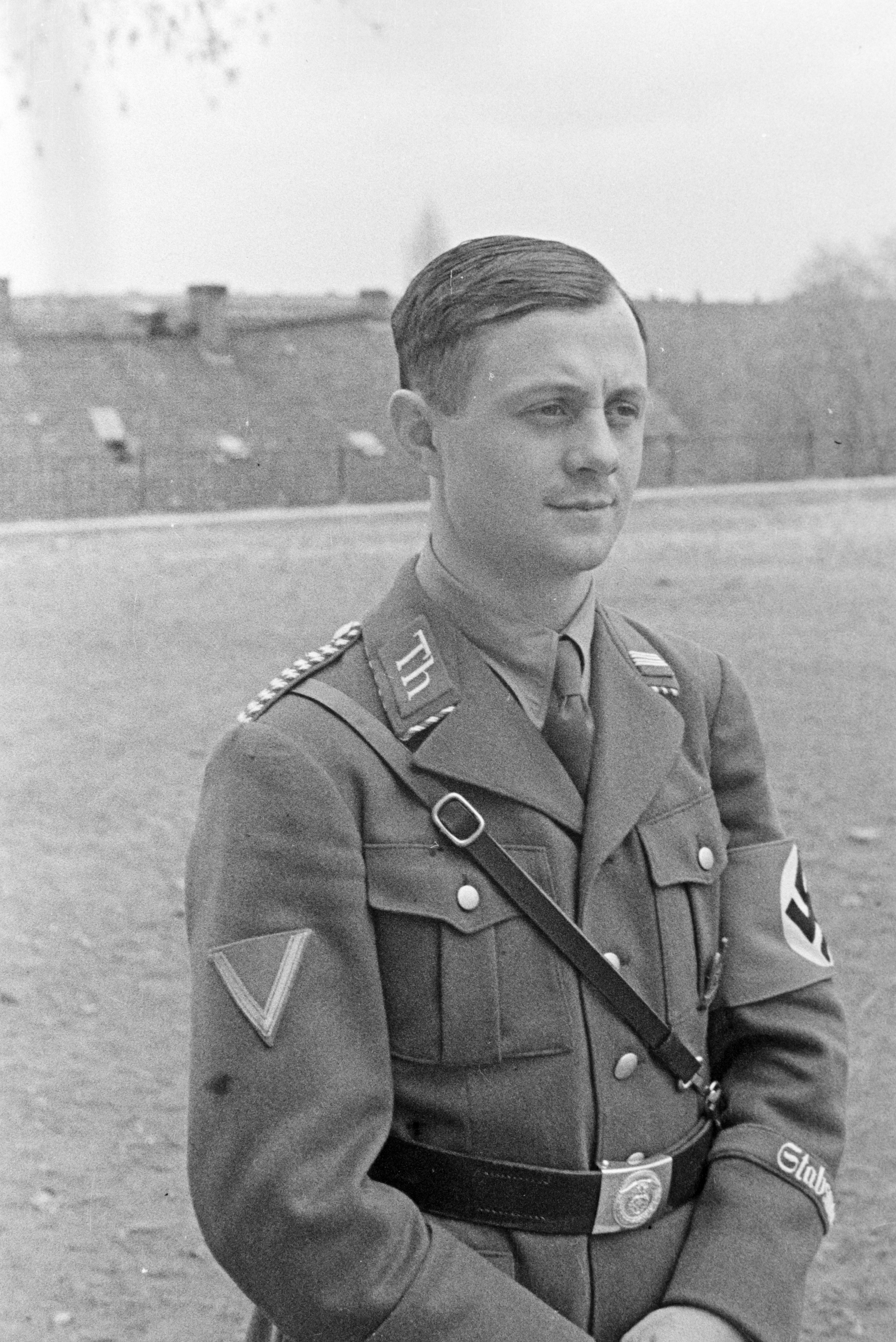
右腕に古参闘士名誉章を装飾した、テューリンゲンSA集団指導部所属のSA班指導者
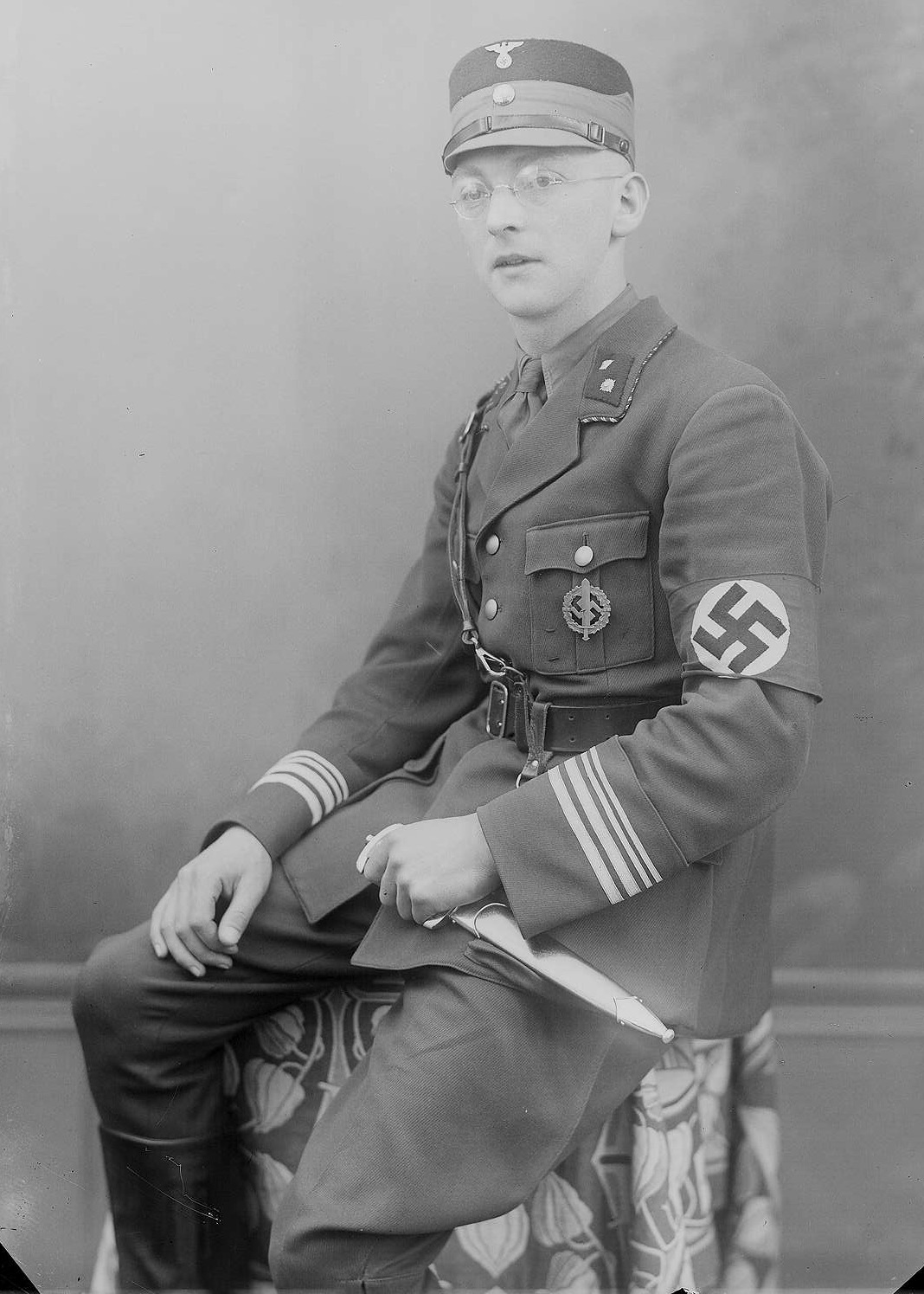
袖口にテープ型古参袖章を装飾したSA小隊指導者
初期のSA古参闘士名誉章
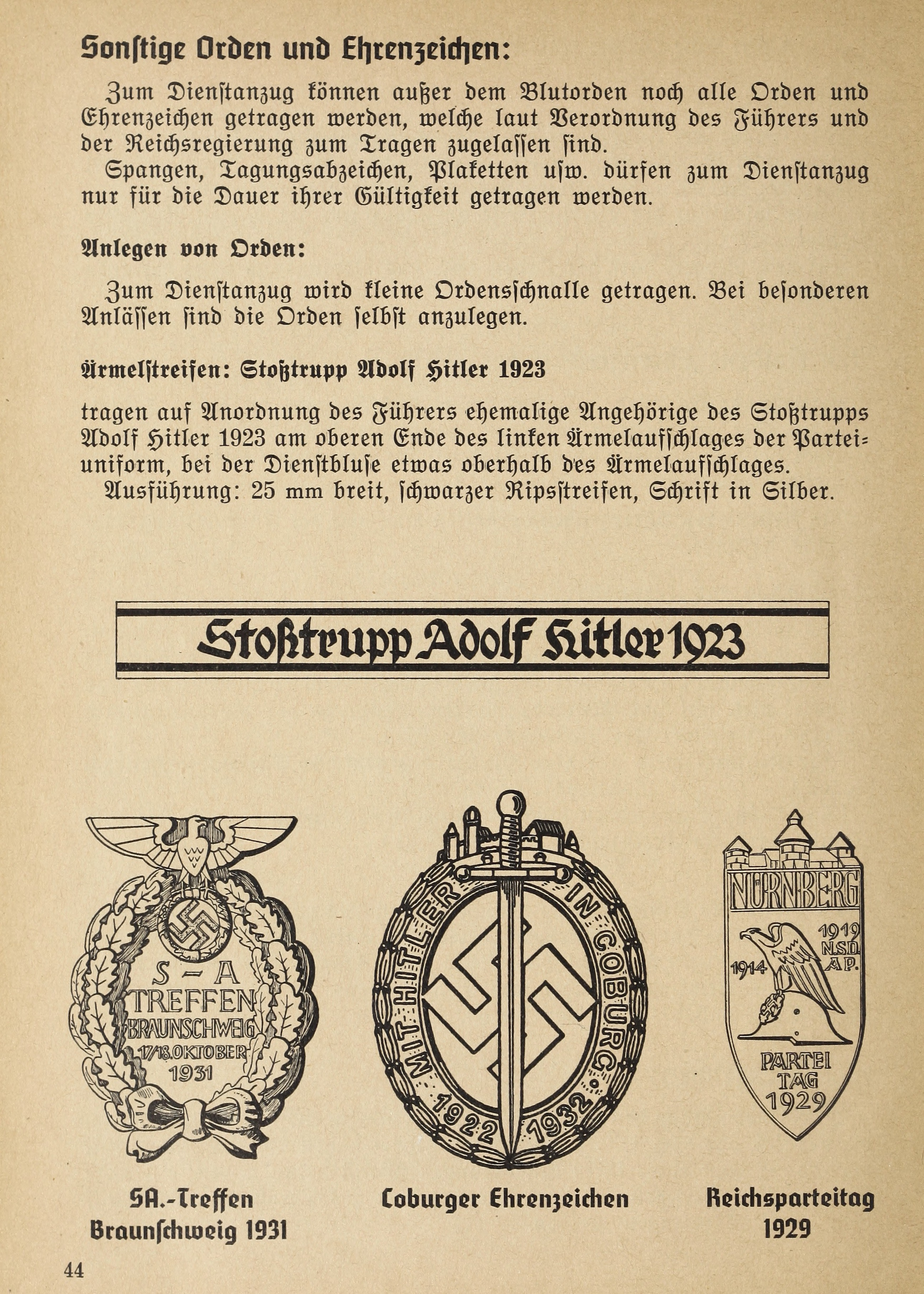
「『アドルフ・ヒトラー特攻隊』名誉隊員章」のカフタイトル（中央）
突撃隊最高指導部のカフタイトル
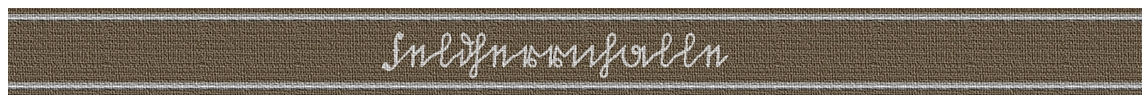
SA衛兵連隊『フェルトヘルンハレ』のカフタイトル
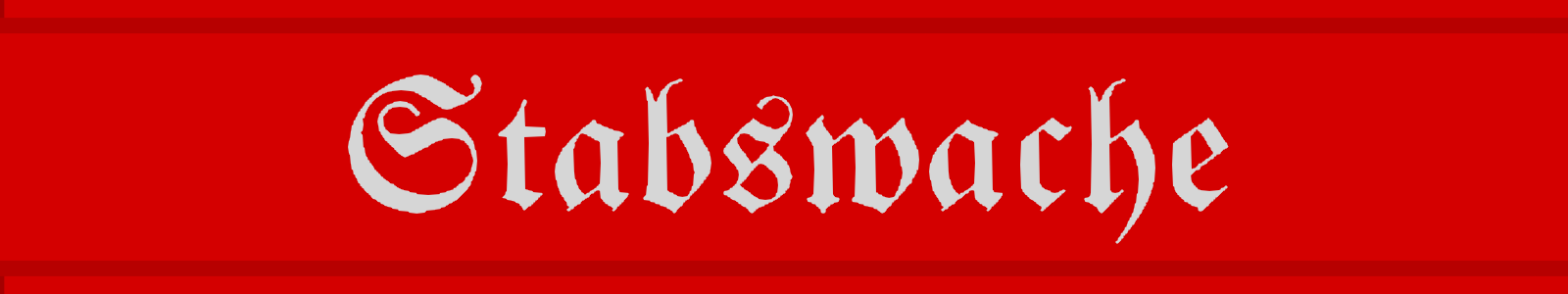
SA第I衛兵大隊『ベルリン』のカフタイトル

### 専門職章

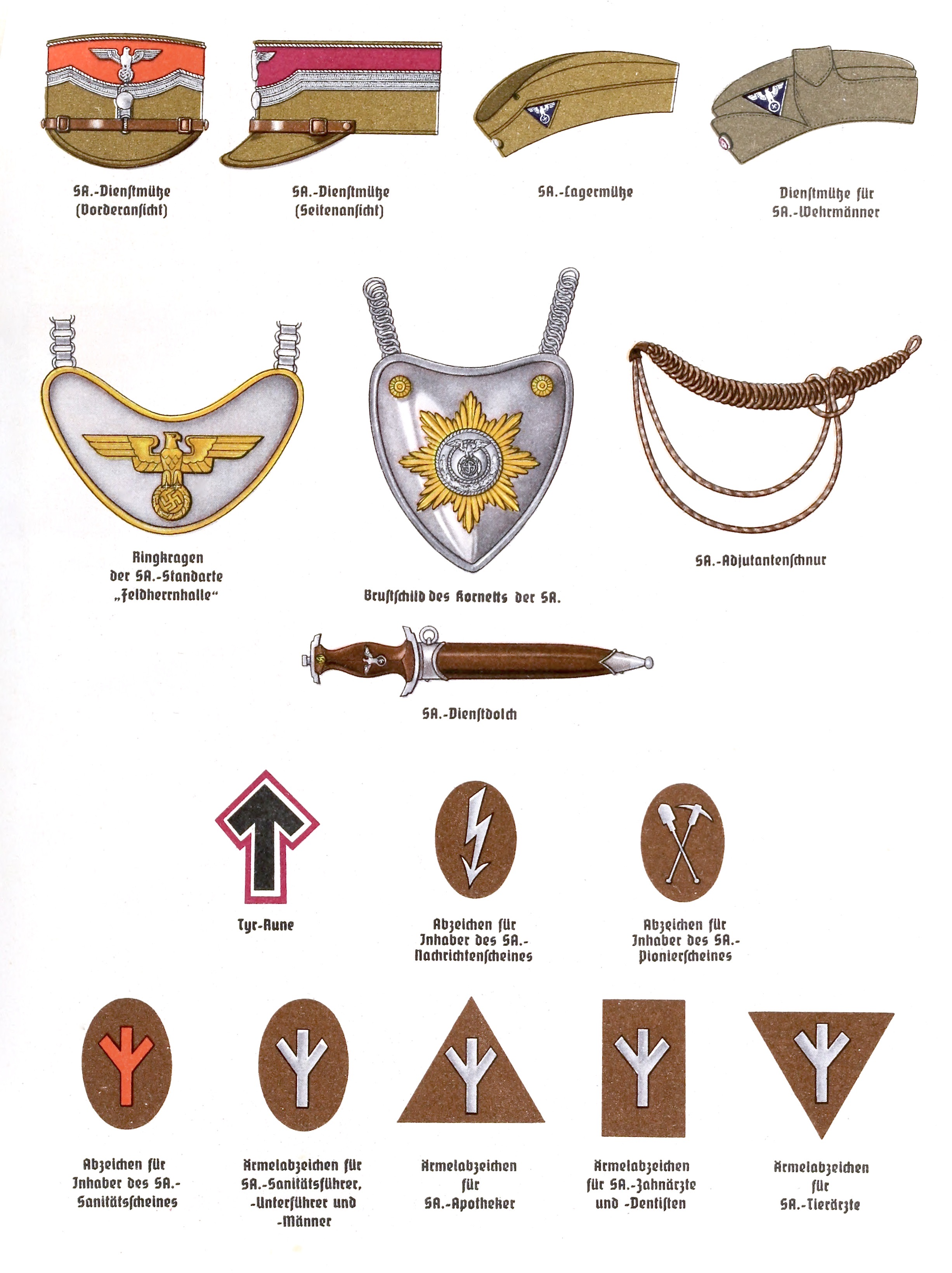
袖章一覧（下2段左より、SA指導者学校卒業生袖章、SA通信技士袖章、SA工兵袖章
最下段左より、SA衛生指導者袖章、SA衛生隊袖章、SA薬剤師袖章、SA歯科医師袖章、SA獣医師袖章）

突撃隊では軍と同様、左袖の前腕部分に専門職章がついた。これらは主にルーン文字を記章としていた。なお、SA指導者学校卒業者の袖章は、左袖のハーケンクロイツの腕章より上腕部に取り付けた。

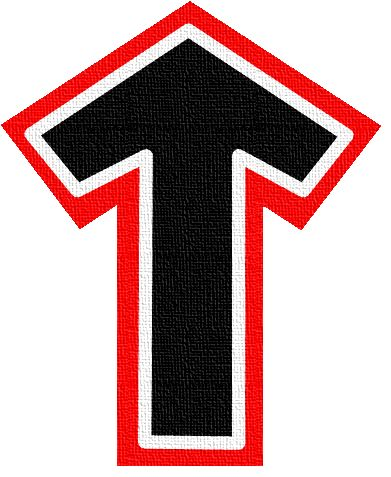
Tyrルーンを象ったSA指導者学校卒業袖章
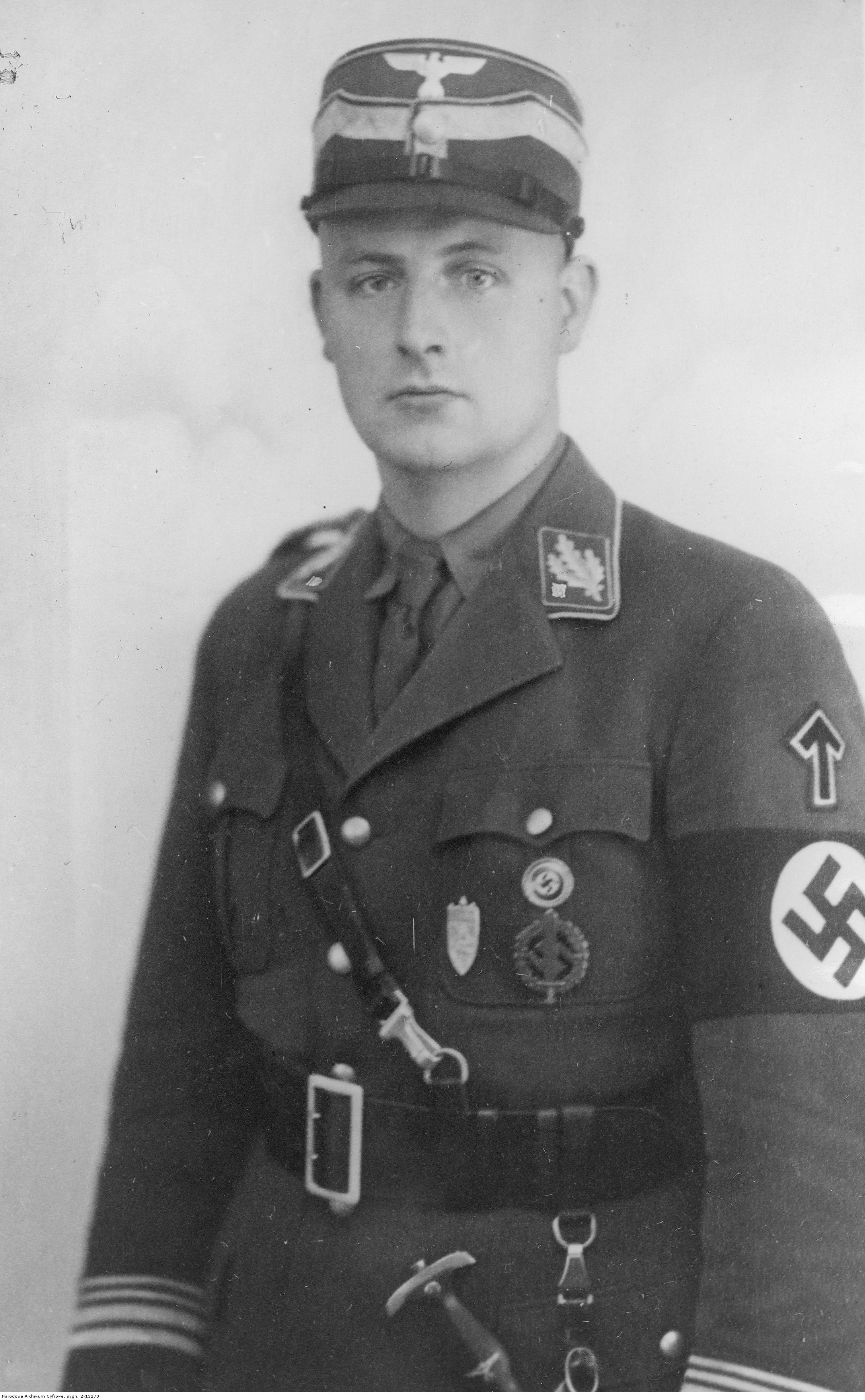
SA指導者学校卒業袖章の装着例